# Lista tomów serii Haikyu!!
Ten artykuł zawiera listę tomów serii Haikyu!! autorstwa Haruichiego Furudate, która ukazywała się od 20 lutego 2012 do 20 lipca 2020 na łamach magazynu „Shūkan Shōnen Jump” wydawnictwa Shūeisha. Razem opublikowano 402 rozdziały, które zostały skompilowane do 45 tankōbonów, wydawanych od 4 czerwca 2012 do 4 listopada 2020.
Na podstawie serii powstała również light novel zatytułowana Haikyū!! Shōsetsu-ban!! (jap. ハイキュー!! ショーセツバン!!), wydawana od 4 czerwca 2013 i tworzona wspólnie z Kiyoko Hoshi, a także dwa spin-offy – pierwszy z nich, zatytułowany Let's! Haikyū!? (jap. れっつ！ ハイキュー!? Rettsu! Haikyū!?) autorstwa Retsu i wydawany od 4 marca 2015, natomiast drugi – Haikyū-bu!! (jap. ハイキュー部!!), tworzony przez Kyōheia Miyajimę i publikowany od 13 maja 2019 w internetowym serwisie „Shōnen Jump+”. Potem doczekał się wersji tankōbon, której pierwszy tom ukazał się w sprzedaży 1 listopada tego samego roku.
9 października 2015 podczas trwającego New York Comic Conu, wydawnictwo Viz Media ogłosiło, że nabyło licencję na wydawanie mangi w Stanach Zjednoczonych. Pierwszy tom został wydany 5 lipca 2016, natomiast ostatni – 3 sierpnia 2021.
28 października 2019, wraz z opublikowaniem rozdziału 370 w numerze 48/2019 magazynu „Shūkan Shōnen Jump” manga weszła w ostatni wątek fabularny, którego punkt kulminacyjny został osiągnięty w rozdziale 400 wydanym w numerze 31/2020 (z 6 lipca 2020). Trzy dni wcześniej pojawiły się podejrzenia, że serializacja mangi zakończy się w lipcu 2020. Wszystkie z nich potwierdziły się w numerze 32/2020 (wydanym 13 lipca), wtedy również podano do informacji, że w numerze 33-34/2020 (20 lipca) ukaże się ostatni, 402. rozdział.
18 lutego 2022 podano do wiadomości, że wydawnictwo Studio JG nabyło prawa do dystrybucji mangi w Polsce, premiera miała zaś miejsce 6 maja.

## Haikyu!!
| Nr | Język japoński | Język japoński | Język angielski | Język angielski | Język polski | Język polski |
| Nr | Data wydania | ISBN | Data wydania | ISBN | Data wydania | ISBN |
| --- | --- | --- | --- | --- | --- | --- |
| 1 | 4 czerwca 2012 | ISBN 978-4-08-870453-1 | 5 lipca 2016 | ISBN 978-1-4215-8766-0 | 6 maja 2022 | ISBN 978-83-8001-896-9 |
| Lista rozdziałów - 001. Koniec i początek (jap. 終わりと始まり Owari to hajimari) - 002. Drużyna siatkarska Liceum Karasuno (jap. 烏野高校排球部 Karasuno Kōkō haikyū-bu) - 003. Półgłówki (jap. 単細胞生物 Tansai bōsei butsu) - 004. Najsilniejszy sojusznik (jap. 最強の味方 Saikyō no mikata) - 005. Król boiska (jap. コート上の王様 Kōto-jō no ōsama; Court-jō no ōsama) - 006. Wspomnienia z gimnazjum (jap. 中学のハナシ Chūgaku no hanashi) - 007. O tym, czego Ci brakuje (jap. ”持たざる者”のことば "Motazarumono" no kotoba) | Lista rozdziałów - 001. Koniec i początek (jap. 終わりと始まり Owari to hajimari) - 002. Drużyna siatkarska Liceum Karasuno (jap. 烏野高校排球部 Karasuno Kōkō haikyū-bu) - 003. Półgłówki (jap. 単細胞生物 Tansai bōsei butsu) - 004. Najsilniejszy sojusznik (jap. 最強の味方 Saikyō no mikata) - 005. Król boiska (jap. コート上の王様 Kōto-jō no ōsama; Court-jō no ōsama) - 006. Wspomnienia z gimnazjum (jap. 中学のハナシ Chūgaku no hanashi) - 007. O tym, czego Ci brakuje (jap. ”持たざる者”のことば "Motazarumono" no kotoba) | Lista rozdziałów - 001. Koniec i początek (jap. 終わりと始まり Owari to hajimari) - 002. Drużyna siatkarska Liceum Karasuno (jap. 烏野高校排球部 Karasuno Kōkō haikyū-bu) - 003. Półgłówki (jap. 単細胞生物 Tansai bōsei butsu) - 004. Najsilniejszy sojusznik (jap. 最強の味方 Saikyō no mikata) - 005. Król boiska (jap. コート上の王様 Kōto-jō no ōsama; Court-jō no ōsama) - 006. Wspomnienia z gimnazjum (jap. 中学のハナシ Chūgaku no hanashi) - 007. O tym, czego Ci brakuje (jap. ”持たざる者”のことば "Motazarumono" no kotoba) | Lista rozdziałów - 001. Koniec i początek (jap. 終わりと始まり Owari to hajimari) - 002. Drużyna siatkarska Liceum Karasuno (jap. 烏野高校排球部 Karasuno Kōkō haikyū-bu) - 003. Półgłówki (jap. 単細胞生物 Tansai bōsei butsu) - 004. Najsilniejszy sojusznik (jap. 最強の味方 Saikyō no mikata) - 005. Król boiska (jap. コート上の王様 Kōto-jō no ōsama; Court-jō no ōsama) - 006. Wspomnienia z gimnazjum (jap. 中学のハナシ Chūgaku no hanashi) - 007. O tym, czego Ci brakuje (jap. ”持たざる者”のことば "Motazarumono" no kotoba) | TytułHinata i Kageyama (jap. 日向と影山 Hinata to Kageyama) Postacie z okładki - Shōyō Hinata - Tobio Kageyama                                                                            | TytułHinata i Kageyama (jap. 日向と影山 Hinata to Kageyama) Postacie z okładki - Shōyō Hinata - Tobio Kageyama                                                                            | TytułHinata i Kageyama (jap. 日向と影山 Hinata to Kageyama) Postacie z okładki - Shōyō Hinata - Tobio Kageyama                                                                            |
| 2 | 3 sierpnia 2012 | ISBN 978-4-08-870482-1 | 2 sierpnia 2016 | ISBN 978-1-4215-8767-7 | 17 czerwca 2022 (przedpremierowo) 8 lipca 2022 (oficjalnie) | ISBN 978-83-8001-936-2 |
| Lista rozdziałów - 008. Widok ze szczytu (jap. 頂の景色 Itadaki no keshiki) - 009. Narodziny kombo (jap. コンビ誕生。 Konbi tanjō.) - 010. Problemy panikarzy (jap. 小心者の緊張 Shōshinmono no kinchō) - 011. Ponowne spotkanie i klęska (jap. ”再開”と”大失敗” "Saikai" to „daishippai”) - 012. Ogarnij się wreszcie (jap. 通常運転 Tsūjō unten) - 013. Niewzwykła drużyna (jap. 面白いチーム Omoshiroi chīmu; Omoshiroi Team) - 014. Przeciw cesarzowi (jap. VS”大王様” VS. "Daiōsama") - 015. Reakcja chemiczna (jap. 化学変化 Kagakuhenka) - 016. Kolejny geniusz (jap. もう１人の天才 Mō hitori no tensai) - S01. Koszmar Tanaki (jap. 田中せんぱいの悪夢 Tanaka-senpai no akumu) | Lista rozdziałów - 008. Widok ze szczytu (jap. 頂の景色 Itadaki no keshiki) - 009. Narodziny kombo (jap. コンビ誕生。 Konbi tanjō.) - 010. Problemy panikarzy (jap. 小心者の緊張 Shōshinmono no kinchō) - 011. Ponowne spotkanie i klęska (jap. ”再開”と”大失敗” "Saikai" to „daishippai”) - 012. Ogarnij się wreszcie (jap. 通常運転 Tsūjō unten) - 013. Niewzwykła drużyna (jap. 面白いチーム Omoshiroi chīmu; Omoshiroi Team) - 014. Przeciw cesarzowi (jap. VS”大王様” VS. "Daiōsama") - 015. Reakcja chemiczna (jap. 化学変化 Kagakuhenka) - 016. Kolejny geniusz (jap. もう１人の天才 Mō hitori no tensai) - S01. Koszmar Tanaki (jap. 田中せんぱいの悪夢 Tanaka-senpai no akumu) | Lista rozdziałów - 008. Widok ze szczytu (jap. 頂の景色 Itadaki no keshiki) - 009. Narodziny kombo (jap. コンビ誕生。 Konbi tanjō.) - 010. Problemy panikarzy (jap. 小心者の緊張 Shōshinmono no kinchō) - 011. Ponowne spotkanie i klęska (jap. ”再開”と”大失敗” "Saikai" to „daishippai”) - 012. Ogarnij się wreszcie (jap. 通常運転 Tsūjō unten) - 013. Niewzwykła drużyna (jap. 面白いチーム Omoshiroi chīmu; Omoshiroi Team) - 014. Przeciw cesarzowi (jap. VS”大王様” VS. "Daiōsama") - 015. Reakcja chemiczna (jap. 化学変化 Kagakuhenka) - 016. Kolejny geniusz (jap. もう１人の天才 Mō hitori no tensai) - S01. Koszmar Tanaki (jap. 田中せんぱいの悪夢 Tanaka-senpai no akumu) | Lista rozdziałów - 008. Widok ze szczytu (jap. 頂の景色 Itadaki no keshiki) - 009. Narodziny kombo (jap. コンビ誕生。 Konbi tanjō.) - 010. Problemy panikarzy (jap. 小心者の緊張 Shōshinmono no kinchō) - 011. Ponowne spotkanie i klęska (jap. ”再開”と”大失敗” "Saikai" to „daishippai”) - 012. Ogarnij się wreszcie (jap. 通常運転 Tsūjō unten) - 013. Niewzwykła drużyna (jap. 面白いチーム Omoshiroi chīmu; Omoshiroi Team) - 014. Przeciw cesarzowi (jap. VS”大王様” VS. "Daiōsama") - 015. Reakcja chemiczna (jap. 化学変化 Kagakuhenka) - 016. Kolejny geniusz (jap. もう１人の天才 Mō hitori no tensai) - S01. Koszmar Tanaki (jap. 田中せんぱいの悪夢 Tanaka-senpai no akumu) | TytułWidok ze szczytu (jap. 頂の景色 Itadaki no keshiki) Postacie z okładki - Shōyō Hinata - Tobio Kageyama - Ryūnosuke Tanaka - Daichi Sawamura - Kōshi Sugawara                         | TytułWidok ze szczytu (jap. 頂の景色 Itadaki no keshiki) Postacie z okładki - Shōyō Hinata - Tobio Kageyama - Ryūnosuke Tanaka - Daichi Sawamura - Kōshi Sugawara                         | TytułWidok ze szczytu (jap. 頂の景色 Itadaki no keshiki) Postacie z okładki - Shōyō Hinata - Tobio Kageyama - Ryūnosuke Tanaka - Daichi Sawamura - Kōshi Sugawara                         |
| 3 | 4 października 2012 | ISBN 978-4-08-870521-7 | 6 września 2016 | ISBN 978-1-4215-8768-4 | | |
| Lista rozdziałów - 017. Arashi (jap. 嵐) - 018. "Ace" to yobareru hito (jap. ”エース”と呼ばれるひと "Ēsu" to yobareru hito) - 019. Honne (jap. 本音) - 020. Shugoshin (jap. 守護神) - 021. Ace e no Toss (jap. エースへのトス Ēsu e no tosu) - 022. Akogare (jap. 憧れ) - 023. Onaji itten (jap. 同じ１点) - 024. Team Karasuno, shidō (jap. チーム烏野、始動 Chīmu Karasuno, shidō) - 025. Sōgū (jap. 遭遇) | Lista rozdziałów - 017. Arashi (jap. 嵐) - 018. "Ace" to yobareru hito (jap. ”エース”と呼ばれるひと "Ēsu" to yobareru hito) - 019. Honne (jap. 本音) - 020. Shugoshin (jap. 守護神) - 021. Ace e no Toss (jap. エースへのトス Ēsu e no tosu) - 022. Akogare (jap. 憧れ) - 023. Onaji itten (jap. 同じ１点) - 024. Team Karasuno, shidō (jap. チーム烏野、始動 Chīmu Karasuno, shidō) - 025. Sōgū (jap. 遭遇) | Lista rozdziałów - 017. Arashi (jap. 嵐) - 018. "Ace" to yobareru hito (jap. ”エース”と呼ばれるひと "Ēsu" to yobareru hito) - 019. Honne (jap. 本音) - 020. Shugoshin (jap. 守護神) - 021. Ace e no Toss (jap. エースへのトス Ēsu e no tosu) - 022. Akogare (jap. 憧れ) - 023. Onaji itten (jap. 同じ１点) - 024. Team Karasuno, shidō (jap. チーム烏野、始動 Chīmu Karasuno, shidō) - 025. Sōgū (jap. 遭遇) | Lista rozdziałów - 017. Arashi (jap. 嵐) - 018. "Ace" to yobareru hito (jap. ”エース”と呼ばれるひと "Ēsu" to yobareru hito) - 019. Honne (jap. 本音) - 020. Shugoshin (jap. 守護神) - 021. Ace e no Toss (jap. エースへのトス Ēsu e no tosu) - 022. Akogare (jap. 憧れ) - 023. Onaji itten (jap. 同じ１点) - 024. Team Karasuno, shidō (jap. チーム烏野、始動 Chīmu Karasuno, shidō) - 025. Sōgū (jap. 遭遇) | TytułTeam Karasuno, shidō (jap. チーム烏野、始動 Chīmu Karasuno, shidō) Postacie z okładki - Yū Nishinoya                                                                                 | TytułTeam Karasuno, shidō (jap. チーム烏野、始動 Chīmu Karasuno, shidō) Postacie z okładki - Yū Nishinoya                                                                                 | TytułTeam Karasuno, shidō (jap. チーム烏野、始動 Chīmu Karasuno, shidō) Postacie z okładki - Yū Nishinoya                                                                                 |
| 4 | 4 stycznia 2013 | ISBN 978-4-08-870555-2 | 4 października 2016 | ISBN 978-1-4215-8769-1 | | |
| Lista rozdziałów - 026. Ketsudan (jap. 決断) - 027. Neko to karasu no saikai (jap. ネコとカラスの再開) - 028. "Oni" to "Kanabō” (jap. ”鬼”と”金棒”) - 029. ”Nō” (jap. ”脳”) - 030. Tobikata (jap. 飛びかた) - 031. Rival (jap. ライバル Raibaru) - 032. Otona neko to hina karasu (jap. 大人ネコと雛カラス) - 033. ”Tsunagu” to iu koto (jap. ”繋ぐ”ということ) - 034. Saisen o chikatte (jap. 再選を誓って) - S03. Pudding head monogataru (jap. プリンヘッド物語 Purin heddo monogatari) | Lista rozdziałów - 026. Ketsudan (jap. 決断) - 027. Neko to karasu no saikai (jap. ネコとカラスの再開) - 028. "Oni" to "Kanabō” (jap. ”鬼”と”金棒”) - 029. ”Nō” (jap. ”脳”) - 030. Tobikata (jap. 飛びかた) - 031. Rival (jap. ライバル Raibaru) - 032. Otona neko to hina karasu (jap. 大人ネコと雛カラス) - 033. ”Tsunagu” to iu koto (jap. ”繋ぐ”ということ) - 034. Saisen o chikatte (jap. 再選を誓って) - S03. Pudding head monogataru (jap. プリンヘッド物語 Purin heddo monogatari) | Lista rozdziałów - 026. Ketsudan (jap. 決断) - 027. Neko to karasu no saikai (jap. ネコとカラスの再開) - 028. "Oni" to "Kanabō” (jap. ”鬼”と”金棒”) - 029. ”Nō” (jap. ”脳”) - 030. Tobikata (jap. 飛びかた) - 031. Rival (jap. ライバル Raibaru) - 032. Otona neko to hina karasu (jap. 大人ネコと雛カラス) - 033. ”Tsunagu” to iu koto (jap. ”繋ぐ”ということ) - 034. Saisen o chikatte (jap. 再選を誓って) - S03. Pudding head monogataru (jap. プリンヘッド物語 Purin heddo monogatari) | Lista rozdziałów - 026. Ketsudan (jap. 決断) - 027. Neko to karasu no saikai (jap. ネコとカラスの再開) - 028. "Oni" to "Kanabō” (jap. ”鬼”と”金棒”) - 029. ”Nō” (jap. ”脳”) - 030. Tobikata (jap. 飛びかた) - 031. Rival (jap. ライバル Raibaru) - 032. Otona neko to hina karasu (jap. 大人ネコと雛カラス) - 033. ”Tsunagu” to iu koto (jap. ”繋ぐ”ということ) - 034. Saisen o chikatte (jap. 再選を誓って) - S03. Pudding head monogataru (jap. プリンヘッド物語 Purin heddo monogatari) | TytułRival (jap. ライバル Raibaru) Postacie z okładki - Drużyna siatkarska Liceum Nekoma                                                                                                  | TytułRival (jap. ライバル Raibaru) Postacie z okładki - Drużyna siatkarska Liceum Nekoma                                                                                                  | TytułRival (jap. ライバル Raibaru) Postacie z okładki - Drużyna siatkarska Liceum Nekoma                                                                                                  |
| 5 | 4 marca 2013 | ISBN 978-4-08-870631-3 | 1 listopada 2016 | ISBN 978-1-4215-8770-7 | | |
| Lista rozdziałów - 035. Kyōteki-tachi (jap. 強敵たち) - 036. Hikō junbi (jap. 飛行準備) - 037. Totsunyū (jap. 突入) - 038. Wōmuappu (jap. ウォームアップ) - 039. Fukkatsu (jap. 復活) - 040. Shōsha to haisha (jap. 勝者と敗者) - 041. Nikai-sen totsunyū (jap. 2回戦突入) - 042. Teppeki (jap. 鉄壁) - 043. "Henjin sokkō" Kaikin (jap. ”変人速攻”解禁) - 044. "Saikyō no otori” (jap. ”最強の囮”) | Lista rozdziałów - 035. Kyōteki-tachi (jap. 強敵たち) - 036. Hikō junbi (jap. 飛行準備) - 037. Totsunyū (jap. 突入) - 038. Wōmuappu (jap. ウォームアップ) - 039. Fukkatsu (jap. 復活) - 040. Shōsha to haisha (jap. 勝者と敗者) - 041. Nikai-sen totsunyū (jap. 2回戦突入) - 042. Teppeki (jap. 鉄壁) - 043. "Henjin sokkō" Kaikin (jap. ”変人速攻”解禁) - 044. "Saikyō no otori” (jap. ”最強の囮”) | Lista rozdziałów - 035. Kyōteki-tachi (jap. 強敵たち) - 036. Hikō junbi (jap. 飛行準備) - 037. Totsunyū (jap. 突入) - 038. Wōmuappu (jap. ウォームアップ) - 039. Fukkatsu (jap. 復活) - 040. Shōsha to haisha (jap. 勝者と敗者) - 041. Nikai-sen totsunyū (jap. 2回戦突入) - 042. Teppeki (jap. 鉄壁) - 043. "Henjin sokkō" Kaikin (jap. ”変人速攻”解禁) - 044. "Saikyō no otori” (jap. ”最強の囮”) | Lista rozdziałów - 035. Kyōteki-tachi (jap. 強敵たち) - 036. Hikō junbi (jap. 飛行準備) - 037. Totsunyū (jap. 突入) - 038. Wōmuappu (jap. ウォームアップ) - 039. Fukkatsu (jap. 復活) - 040. Shōsha to haisha (jap. 勝者と敗者) - 041. Nikai-sen totsunyū (jap. 2回戦突入) - 042. Teppeki (jap. 鉄壁) - 043. "Henjin sokkō" Kaikin (jap. ”変人速攻”解禁) - 044. "Saikyō no otori” (jap. ”最強の囮”) | TytułInterhigh totsunyū! (jap. インターハイ突入! Intāhai totsunyū!) Postacie z okładki - Shōyō Hinata - Tobio Kageyama - Yū Nishinoya - Takanobu Aone - Kenji Futakuchi - Kōsuke Sakunami | TytułInterhigh totsunyū! (jap. インターハイ突入! Intāhai totsunyū!) Postacie z okładki - Shōyō Hinata - Tobio Kageyama - Yū Nishinoya - Takanobu Aone - Kenji Futakuchi - Kōsuke Sakunami | TytułInterhigh totsunyū! (jap. インターハイ突入! Intāhai totsunyū!) Postacie z okładki - Shōyō Hinata - Tobio Kageyama - Yū Nishinoya - Takanobu Aone - Kenji Futakuchi - Kōsuke Sakunami |
| 6 | 2 maja 2013 | ISBN 978-4-08-870666-5 | 6 grudnia 2016 | ISBN 978-1-4215-8858-2 | | |
| Lista rozdziałów - 045. ”Hikari” no urugawa (jap. ”光”の裏る側) - 046. ”Ace” (jap. ”エース” ”Ēsu”) - 047. Ace to Hero (jap. エースとヒーロー Ēsu to hīrō) - 048. ”Shikisha” (jap. 指揮者) - 049. VS „Daiousama”・2 (jap. VS ”大王様”・2) - 050. The setter taiketsu (jap. ザ・セッター対決 Za settā taiketsu) - 051. ”Kyōgō” to yobareru jitsuryoku (jap. ”強豪”と呼ばれる実力) - 052. Ace no shinshitsu (jap. エースの資質 Ēsu no shishitsu) - 053. Oikawa Tōru wa tensai de wa nai (jap. 及川徹は天才ではない) - S04. Teppeki wa nandodemo kizukareru (jap. 鉄壁は何度でも築かれる)                                                                                                   | Lista rozdziałów - 045. ”Hikari” no urugawa (jap. ”光”の裏る側) - 046. ”Ace” (jap. ”エース” ”Ēsu”) - 047. Ace to Hero (jap. エースとヒーロー Ēsu to hīrō) - 048. ”Shikisha” (jap. 指揮者) - 049. VS „Daiousama”・2 (jap. VS ”大王様”・2) - 050. The setter taiketsu (jap. ザ・セッター対決 Za settā taiketsu) - 051. ”Kyōgō” to yobareru jitsuryoku (jap. ”強豪”と呼ばれる実力) - 052. Ace no shinshitsu (jap. エースの資質 Ēsu no shishitsu) - 053. Oikawa Tōru wa tensai de wa nai (jap. 及川徹は天才ではない) - S04. Teppeki wa nandodemo kizukareru (jap. 鉄壁は何度でも築かれる)                                                                                                   | Lista rozdziałów - 045. ”Hikari” no urugawa (jap. ”光”の裏る側) - 046. ”Ace” (jap. ”エース” ”Ēsu”) - 047. Ace to Hero (jap. エースとヒーロー Ēsu to hīrō) - 048. ”Shikisha” (jap. 指揮者) - 049. VS „Daiousama”・2 (jap. VS ”大王様”・2) - 050. The setter taiketsu (jap. ザ・セッター対決 Za settā taiketsu) - 051. ”Kyōgō” to yobareru jitsuryoku (jap. ”強豪”と呼ばれる実力) - 052. Ace no shinshitsu (jap. エースの資質 Ēsu no shishitsu) - 053. Oikawa Tōru wa tensai de wa nai (jap. 及川徹は天才ではない) - S04. Teppeki wa nandodemo kizukareru (jap. 鉄壁は何度でも築かれる)                                                                                                   | Lista rozdziałów - 045. ”Hikari” no urugawa (jap. ”光”の裏る側) - 046. ”Ace” (jap. ”エース” ”Ēsu”) - 047. Ace to Hero (jap. エースとヒーロー Ēsu to hīrō) - 048. ”Shikisha” (jap. 指揮者) - 049. VS „Daiousama”・2 (jap. VS ”大王様”・2) - 050. The setter taiketsu (jap. ザ・セッター対決 Za settā taiketsu) - 051. ”Kyōgō” to yobareru jitsuryoku (jap. ”強豪”と呼ばれる実力) - 052. Ace no shinshitsu (jap. エースの資質 Ēsu no shishitsu) - 053. Oikawa Tōru wa tensai de wa nai (jap. 及川徹は天才ではない) - S04. Teppeki wa nandodemo kizukareru (jap. 鉄壁は何度でも築かれる)                                                                                                   | TytułThe setter taiketsu (jap. ザ・セッター対決 Za settā taiketsu) Postacie z okładki - Tobio Kageyama - Tōru Oikawa                                                                      | TytułThe setter taiketsu (jap. ザ・セッター対決 Za settā taiketsu) Postacie z okładki - Tobio Kageyama - Tōru Oikawa                                                                      | TytułThe setter taiketsu (jap. ザ・セッター対決 Za settā taiketsu) Postacie z okładki - Tobio Kageyama - Tōru Oikawa                                                                      |
| 7 | 2 sierpnia 2013 | ISBN 978-4-08-870786-0 | 3 stycznia 2017 | ISBN 978-1-4215-9062-2 | | |
| Lista rozdziałów - 054. ”Senpai” no jitsuryoku (jap. ”先輩”の実力) - 055. ”Ore no Best” to „Omae no Best” (jap. ”俺のベスト”と”お前のベスト” ”Ore no besuto” to „Omae no besuto”) - 056. Shōsuseiei (jap. 少数精鋭) - 057. Bureiku (jap. ブレイク) - 058. Tsūjō unten・２ (jap. 通常運転・２) - 059. ”Makkō Communication” (jap. ”真っ向コミュニケーション” ”Makkō komyunikēshon”) - 060. Shinka (jap. 進化) - 061. Team no jiriko to chīsana kemono (jap. チームの地力と小さなケモノ Chīmu no jiriko to chīsana kemono) - 062. Court no yokohaba meippai (jap. コートの横幅めいっぱい Kōto no yokohaba meippai)                                                                        | Lista rozdziałów - 054. ”Senpai” no jitsuryoku (jap. ”先輩”の実力) - 055. ”Ore no Best” to „Omae no Best” (jap. ”俺のベスト”と”お前のベスト” ”Ore no besuto” to „Omae no besuto”) - 056. Shōsuseiei (jap. 少数精鋭) - 057. Bureiku (jap. ブレイク) - 058. Tsūjō unten・２ (jap. 通常運転・２) - 059. ”Makkō Communication” (jap. ”真っ向コミュニケーション” ”Makkō komyunikēshon”) - 060. Shinka (jap. 進化) - 061. Team no jiriko to chīsana kemono (jap. チームの地力と小さなケモノ Chīmu no jiriko to chīsana kemono) - 062. Court no yokohaba meippai (jap. コートの横幅めいっぱい Kōto no yokohaba meippai)                                                                        | Lista rozdziałów - 054. ”Senpai” no jitsuryoku (jap. ”先輩”の実力) - 055. ”Ore no Best” to „Omae no Best” (jap. ”俺のベスト”と”お前のベスト” ”Ore no besuto” to „Omae no besuto”) - 056. Shōsuseiei (jap. 少数精鋭) - 057. Bureiku (jap. ブレイク) - 058. Tsūjō unten・２ (jap. 通常運転・２) - 059. ”Makkō Communication” (jap. ”真っ向コミュニケーション” ”Makkō komyunikēshon”) - 060. Shinka (jap. 進化) - 061. Team no jiriko to chīsana kemono (jap. チームの地力と小さなケモノ Chīmu no jiriko to chīsana kemono) - 062. Court no yokohaba meippai (jap. コートの横幅めいっぱい Kōto no yokohaba meippai)                                                                        | Lista rozdziałów - 054. ”Senpai” no jitsuryoku (jap. ”先輩”の実力) - 055. ”Ore no Best” to „Omae no Best” (jap. ”俺のベスト”と”お前のベスト” ”Ore no besuto” to „Omae no besuto”) - 056. Shōsuseiei (jap. 少数精鋭) - 057. Bureiku (jap. ブレイク) - 058. Tsūjō unten・２ (jap. 通常運転・２) - 059. ”Makkō Communication” (jap. ”真っ向コミュニケーション” ”Makkō komyunikēshon”) - 060. Shinka (jap. 進化) - 061. Team no jiriko to chīsana kemono (jap. チームの地力と小さなケモノ Chīmu no jiriko to chīsana kemono) - 062. Court no yokohaba meippai (jap. コートの横幅めいっぱい Kōto no yokohaba meippai)                                                                        | TytułShinka (jap. 進化) Postacie z okładki - Daichi Sawamura - Kōshi Sugawara - Asahi Azumane                                                                                             | TytułShinka (jap. 進化) Postacie z okładki - Daichi Sawamura - Kōshi Sugawara - Asahi Azumane                                                                                             | TytułShinka (jap. 進化) Postacie z okładki - Daichi Sawamura - Kōshi Sugawara - Asahi Azumane                                                                                             |
| 8 | 4 października 2013 | ISBN 978-4-08-870820-1 | 7 lutego 2017 | ISBN 978-1-4215-9098-1 | | |
| Lista rozdziałów - 063. Nagare o kaeru ippon (jap. 流れを変える１本) - 064. Nagare o kaeru ippon・2 (jap. 流れを変える１本・２) - 065. Senaka (jap. 背中) - 066. ”Mō ikkai” (jap. ”もう1回”) - 067. Egao (jap. 笑顔) - 068. Datsu „Kodoku no ōsama” (jap. 脱・”孤独の王様”) - 069. Haisha (jap. 敗者) - 070. 3-kame (jap. ３日目) - 071. Kōkai to mokuhyō (jap. 後悔と目標) - S05. Oshiete! Ennoshita-senpai! (jap. 教えて！縁下先輩！) - S06. 3-gumi no Kageyama-kun (jap. ３組の影山君) | Lista rozdziałów - 063. Nagare o kaeru ippon (jap. 流れを変える１本) - 064. Nagare o kaeru ippon・2 (jap. 流れを変える１本・２) - 065. Senaka (jap. 背中) - 066. ”Mō ikkai” (jap. ”もう1回”) - 067. Egao (jap. 笑顔) - 068. Datsu „Kodoku no ōsama” (jap. 脱・”孤独の王様”) - 069. Haisha (jap. 敗者) - 070. 3-kame (jap. ３日目) - 071. Kōkai to mokuhyō (jap. 後悔と目標) - S05. Oshiete! Ennoshita-senpai! (jap. 教えて！縁下先輩！) - S06. 3-gumi no Kageyama-kun (jap. ３組の影山君) | Lista rozdziałów - 063. Nagare o kaeru ippon (jap. 流れを変える１本) - 064. Nagare o kaeru ippon・2 (jap. 流れを変える１本・２) - 065. Senaka (jap. 背中) - 066. ”Mō ikkai” (jap. ”もう1回”) - 067. Egao (jap. 笑顔) - 068. Datsu „Kodoku no ōsama” (jap. 脱・”孤独の王様”) - 069. Haisha (jap. 敗者) - 070. 3-kame (jap. ３日目) - 071. Kōkai to mokuhyō (jap. 後悔と目標) - S05. Oshiete! Ennoshita-senpai! (jap. 教えて！縁下先輩！) - S06. 3-gumi no Kageyama-kun (jap. ３組の影山君) | Lista rozdziałów - 063. Nagare o kaeru ippon (jap. 流れを変える１本) - 064. Nagare o kaeru ippon・2 (jap. 流れを変える１本・２) - 065. Senaka (jap. 背中) - 066. ”Mō ikkai” (jap. ”もう1回”) - 067. Egao (jap. 笑顔) - 068. Datsu „Kodoku no ōsama” (jap. 脱・”孤独の王様”) - 069. Haisha (jap. 敗者) - 070. 3-kame (jap. ３日目) - 071. Kōkai to mokuhyō (jap. 後悔と目標) - S05. Oshiete! Ennoshita-senpai! (jap. 教えて！縁下先輩！) - S06. 3-gumi no Kageyama-kun (jap. ３組の影山君) | TytułDatsu "Kodoku no ōsama" (jap. 脱・「孤独の王様」) Postacie z okładki - Tobio Kageyama                                                                                                | TytułDatsu "Kodoku no ōsama" (jap. 脱・「孤独の王様」) Postacie z okładki - Tobio Kageyama                                                                                                | TytułDatsu "Kodoku no ōsama" (jap. 脱・「孤独の王様」) Postacie z okładki - Tobio Kageyama                                                                                                |
| 9 | 4 stycznia 2014 | ISBN 978-4-08-870852-2 | 7 marca 2017 | ISBN 978-1-4215-9099-8 | | |
| Lista rozdziałów - 072. Let's Go Tōkyō!! (jap. レッツゴートーキョー！！ Rettsu Gō Tōkyō!!) - 073. Tōkyō ensei e no michi (jap. 東京遠征への道) - 074. Chokusha nikkō (jap. 直射日光) - 075. "Murabito B" (jap. "村人B") - 076. Creator (jap. クリエイター Kurieitā) - 077. Ōsha to taiji (jap. 王者と対峙) - 078. Let's Go Tōkyō!! Honban!! (jap. レッツゴートーキョー！！本番！！ Rettsu Gō Tōkyō!! Honban!!) - 079. "Center Ace" (jap. “センターエース” "Sentā ēsu") - 080. [Yoku] (jap. 「欲」) | Lista rozdziałów - 072. Let's Go Tōkyō!! (jap. レッツゴートーキョー！！ Rettsu Gō Tōkyō!!) - 073. Tōkyō ensei e no michi (jap. 東京遠征への道) - 074. Chokusha nikkō (jap. 直射日光) - 075. "Murabito B" (jap. "村人B") - 076. Creator (jap. クリエイター Kurieitā) - 077. Ōsha to taiji (jap. 王者と対峙) - 078. Let's Go Tōkyō!! Honban!! (jap. レッツゴートーキョー！！本番！！ Rettsu Gō Tōkyō!! Honban!!) - 079. "Center Ace" (jap. “センターエース” "Sentā ēsu") - 080. [Yoku] (jap. 「欲」) | Lista rozdziałów - 072. Let's Go Tōkyō!! (jap. レッツゴートーキョー！！ Rettsu Gō Tōkyō!!) - 073. Tōkyō ensei e no michi (jap. 東京遠征への道) - 074. Chokusha nikkō (jap. 直射日光) - 075. "Murabito B" (jap. "村人B") - 076. Creator (jap. クリエイター Kurieitā) - 077. Ōsha to taiji (jap. 王者と対峙) - 078. Let's Go Tōkyō!! Honban!! (jap. レッツゴートーキョー！！本番！！ Rettsu Gō Tōkyō!! Honban!!) - 079. "Center Ace" (jap. “センターエース” "Sentā ēsu") - 080. [Yoku] (jap. 「欲」) | Lista rozdziałów - 072. Let's Go Tōkyō!! (jap. レッツゴートーキョー！！ Rettsu Gō Tōkyō!!) - 073. Tōkyō ensei e no michi (jap. 東京遠征への道) - 074. Chokusha nikkō (jap. 直射日光) - 075. "Murabito B" (jap. "村人B") - 076. Creator (jap. クリエイター Kurieitā) - 077. Ōsha to taiji (jap. 王者と対峙) - 078. Let's Go Tōkyō!! Honban!! (jap. レッツゴートーキョー！！本番！！ Rettsu Gō Tōkyō!! Honban!!) - 079. "Center Ace" (jap. “センターエース” "Sentā ēsu") - 080. [Yoku] (jap. 「欲」) | TytułYoku (jap. 欲) Postacie z okładki - Shōyō Hinata | TytułYoku (jap. 欲) Postacie z okładki - Shōyō Hinata | TytułYoku (jap. 欲) Postacie z okładki - Shōyō Hinata |
| Nota: ISBN 978-4-08-908202-7 w przypadku edycji specjalnej z płytą CD zawierającą słuchowisko zatytułowane Moshimo Karasuno Kōkō haikyū-bu no joshi Manager ga Shimizu Kiyoko ko janakattara (jap. もしも烏野高校排球部の女子マネージャーが清水潔子じゃなかったら Moshimo Karasuno Kōkō haikyū-bu no joshi manējā ga Shimizu Kiyoko ko janakattara). | | | | | | |
| 10 | 4 kwietnia 2014 | ISBN 978-4-08-880043-1 | 4 kwietnia 2017 | ISBN 978-1-4215-9100-1 | | |
| Lista rozdziałów - 081. Nobi shiro (jap. 伸びしろ) - 082. Ketsuretsu (jap. 決裂) - 083. "Tempo" (jap. “テンポ” "Tenpo") - 084. Sorezore no shinka (jap. それぞれの進化) - 085. Zasshoku (jap. 雑食) - 086. Tsuki no de (jap. 月の出) - 087. Ace no iji (jap. エースの意地 Ēsu no iji) - 088. Genkaku Hero (jap. 幻覚ヒーロー Genkaku hīrō) - 089. Riyū (jap. 理由) - S07. Joshi Manager (jap. 女子マネージャー Joshi manējā) | Lista rozdziałów - 081. Nobi shiro (jap. 伸びしろ) - 082. Ketsuretsu (jap. 決裂) - 083. "Tempo" (jap. “テンポ” "Tenpo") - 084. Sorezore no shinka (jap. それぞれの進化) - 085. Zasshoku (jap. 雑食) - 086. Tsuki no de (jap. 月の出) - 087. Ace no iji (jap. エースの意地 Ēsu no iji) - 088. Genkaku Hero (jap. 幻覚ヒーロー Genkaku hīrō) - 089. Riyū (jap. 理由) - S07. Joshi Manager (jap. 女子マネージャー Joshi manējā) | Lista rozdziałów - 081. Nobi shiro (jap. 伸びしろ) - 082. Ketsuretsu (jap. 決裂) - 083. "Tempo" (jap. “テンポ” "Tenpo") - 084. Sorezore no shinka (jap. それぞれの進化) - 085. Zasshoku (jap. 雑食) - 086. Tsuki no de (jap. 月の出) - 087. Ace no iji (jap. エースの意地 Ēsu no iji) - 088. Genkaku Hero (jap. 幻覚ヒーロー Genkaku hīrō) - 089. Riyū (jap. 理由) - S07. Joshi Manager (jap. 女子マネージャー Joshi manējā) | Lista rozdziałów - 081. Nobi shiro (jap. 伸びしろ) - 082. Ketsuretsu (jap. 決裂) - 083. "Tempo" (jap. “テンポ” "Tenpo") - 084. Sorezore no shinka (jap. それぞれの進化) - 085. Zasshoku (jap. 雑食) - 086. Tsuki no de (jap. 月の出) - 087. Ace no iji (jap. エースの意地 Ēsu no iji) - 088. Genkaku Hero (jap. 幻覚ヒーロー Genkaku hīrō) - 089. Riyū (jap. 理由) - S07. Joshi Manager (jap. 女子マネージャー Joshi manējā) | TytułTsuki no de (jap. 月の出) Postacie z okładki - Kei Tsukishima | TytułTsuki no de (jap. 月の出) Postacie z okładki - Kei Tsukishima | TytułTsuki no de (jap. 月の出) Postacie z okładki - Kei Tsukishima |
| 11 | 4 czerwca 2014 | ISBN 978-4-08-880071-4 | 2 maja 2017 | ISBN 978-1-4215-9101-8 | | |
| Lista rozdziałów - 090. Saikidō (jap. 再起動) - 091. VS ”Kasa” (jap. VS“傘”) - 092. Dō to sei (jap. 動と静) - 093. Haguruma (jap. 歯車) - 094. Muishiki no sendō (jap. 無意識の先導) - 095. [Ace] no katachi (jap. 「エース」のカタチ [Ēsu] no katachi) - 096. Kuro no Team (jap. 黒のチーム Kuro no chīmu) - 097. "Ue" (jap. "上") - 098. Kaiwa (jap. 会話) | Lista rozdziałów - 090. Saikidō (jap. 再起動) - 091. VS ”Kasa” (jap. VS“傘”) - 092. Dō to sei (jap. 動と静) - 093. Haguruma (jap. 歯車) - 094. Muishiki no sendō (jap. 無意識の先導) - 095. [Ace] no katachi (jap. 「エース」のカタチ [Ēsu] no katachi) - 096. Kuro no Team (jap. 黒のチーム Kuro no chīmu) - 097. "Ue" (jap. "上") - 098. Kaiwa (jap. 会話) | Lista rozdziałów - 090. Saikidō (jap. 再起動) - 091. VS ”Kasa” (jap. VS“傘”) - 092. Dō to sei (jap. 動と静) - 093. Haguruma (jap. 歯車) - 094. Muishiki no sendō (jap. 無意識の先導) - 095. [Ace] no katachi (jap. 「エース」のカタチ [Ēsu] no katachi) - 096. Kuro no Team (jap. 黒のチーム Kuro no chīmu) - 097. "Ue" (jap. "上") - 098. Kaiwa (jap. 会話) | Lista rozdziałów - 090. Saikidō (jap. 再起動) - 091. VS ”Kasa” (jap. VS“傘”) - 092. Dō to sei (jap. 動と静) - 093. Haguruma (jap. 歯車) - 094. Muishiki no sendō (jap. 無意識の先導) - 095. [Ace] no katachi (jap. 「エース」のカタチ [Ēsu] no katachi) - 096. Kuro no Team (jap. 黒のチーム Kuro no chīmu) - 097. "Ue" (jap. "上") - 098. Kaiwa (jap. 会話) | TytułUe (jap. 上) Postacie z okładki - Kōtarō Bokuto | TytułUe (jap. 上) Postacie z okładki - Kōtarō Bokuto | TytułUe (jap. 上) Postacie z okładki - Kōtarō Bokuto |
| 12 | 4 sierpnia 2014 | ISBN 978-4-08-880153-7 | 6 czerwca 2017 | ISBN 978-1-4215-9102-5 | | |
| Lista rozdziałów - 099. Shiai kaishi!! (jap. 試合開始!!) - 100. Gakko (jap. ガッコ) - 101. Kōkai to gendōryoku (jap. 後悔と原動力) - 102. Simple de junsuina Chikara (jap. シンプルで純粋な力 Shinpuru de junsuina Chikara) - 103. Chijō-sen (jap. 地上戦) - 104. Yōchō (jap. 幼鳥) - 105. Onaji dohyō (jap. 同じ土俵) - 106. Sorezore no kabe (jap. それぞれの壁) - 107. Sodachi zakari (jap. 育ち盛り) - S08. Noyassan wa konna ni kakkoī no ni nazemote nai no ka. (jap. ノヤッさんはこんなにカッコイイのになぜモテないのか。) | Lista rozdziałów - 099. Shiai kaishi!! (jap. 試合開始!!) - 100. Gakko (jap. ガッコ) - 101. Kōkai to gendōryoku (jap. 後悔と原動力) - 102. Simple de junsuina Chikara (jap. シンプルで純粋な力 Shinpuru de junsuina Chikara) - 103. Chijō-sen (jap. 地上戦) - 104. Yōchō (jap. 幼鳥) - 105. Onaji dohyō (jap. 同じ土俵) - 106. Sorezore no kabe (jap. それぞれの壁) - 107. Sodachi zakari (jap. 育ち盛り) - S08. Noyassan wa konna ni kakkoī no ni nazemote nai no ka. (jap. ノヤッさんはこんなにカッコイイのになぜモテないのか。) | Lista rozdziałów - 099. Shiai kaishi!! (jap. 試合開始!!) - 100. Gakko (jap. ガッコ) - 101. Kōkai to gendōryoku (jap. 後悔と原動力) - 102. Simple de junsuina Chikara (jap. シンプルで純粋な力 Shinpuru de junsuina Chikara) - 103. Chijō-sen (jap. 地上戦) - 104. Yōchō (jap. 幼鳥) - 105. Onaji dohyō (jap. 同じ土俵) - 106. Sorezore no kabe (jap. それぞれの壁) - 107. Sodachi zakari (jap. 育ち盛り) - S08. Noyassan wa konna ni kakkoī no ni nazemote nai no ka. (jap. ノヤッさんはこんなにカッコイイのになぜモテないのか。) | Lista rozdziałów - 099. Shiai kaishi!! (jap. 試合開始!!) - 100. Gakko (jap. ガッコ) - 101. Kōkai to gendōryoku (jap. 後悔と原動力) - 102. Simple de junsuina Chikara (jap. シンプルで純粋な力 Shinpuru de junsuina Chikara) - 103. Chijō-sen (jap. 地上戦) - 104. Yōchō (jap. 幼鳥) - 105. Onaji dohyō (jap. 同じ土俵) - 106. Sorezore no kabe (jap. それぞれの壁) - 107. Sodachi zakari (jap. 育ち盛り) - S08. Noyassan wa konna ni kakkoī no ni nazemote nai no ka. (jap. ノヤッさんはこんなにカッコイイのになぜモテないのか。) | TytułShiai kaishi!! (jap. 試合開始!!) Postacie z okładki - Drużyna siatkarska Liceum Karasuno                                                                                             | TytułShiai kaishi!! (jap. 試合開始!!) Postacie z okładki - Drużyna siatkarska Liceum Karasuno                                                                                             | TytułShiai kaishi!! (jap. 試合開始!!) Postacie z okładki - Drużyna siatkarska Liceum Karasuno                                                                                             |
| 13 | 3 października 2014 | ISBN 978-4-08-880193-3 | 4 lipca 2017 | ISBN 978-1-4215-9103-2 | | |
| Lista rozdziałów - 108. Shūketsu (jap. 集結) - 109. Kaisen (jap. 開戦) - 110. Jiyū no tame no Chikara (jap. 自由の為の力) - 111. Mijuku (jap. 未熟) - 112. Asobiba (jap. アソビバ) - 113. Asobiba 2 (jap. アソビバ・２) - 114. Asobiba 3 (jap. アソビバ・３) - 115. Tsugi e (jap. 次へ) - 116. Vs. Wakutani-minami Kōkō (jap. Vs. 和久谷南高校) - 117. Chīsana kyojin-sen no tochū desu ka (jap. 小さな巨人戦の途中ですか) | Lista rozdziałów - 108. Shūketsu (jap. 集結) - 109. Kaisen (jap. 開戦) - 110. Jiyū no tame no Chikara (jap. 自由の為の力) - 111. Mijuku (jap. 未熟) - 112. Asobiba (jap. アソビバ) - 113. Asobiba 2 (jap. アソビバ・２) - 114. Asobiba 3 (jap. アソビバ・３) - 115. Tsugi e (jap. 次へ) - 116. Vs. Wakutani-minami Kōkō (jap. Vs. 和久谷南高校) - 117. Chīsana kyojin-sen no tochū desu ka (jap. 小さな巨人戦の途中ですか) | Lista rozdziałów - 108. Shūketsu (jap. 集結) - 109. Kaisen (jap. 開戦) - 110. Jiyū no tame no Chikara (jap. 自由の為の力) - 111. Mijuku (jap. 未熟) - 112. Asobiba (jap. アソビバ) - 113. Asobiba 2 (jap. アソビバ・２) - 114. Asobiba 3 (jap. アソビバ・３) - 115. Tsugi e (jap. 次へ) - 116. Vs. Wakutani-minami Kōkō (jap. Vs. 和久谷南高校) - 117. Chīsana kyojin-sen no tochū desu ka (jap. 小さな巨人戦の途中ですか) | Lista rozdziałów - 108. Shūketsu (jap. 集結) - 109. Kaisen (jap. 開戦) - 110. Jiyū no tame no Chikara (jap. 自由の為の力) - 111. Mijuku (jap. 未熟) - 112. Asobiba (jap. アソビバ) - 113. Asobiba 2 (jap. アソビバ・２) - 114. Asobiba 3 (jap. アソビバ・３) - 115. Tsugi e (jap. 次へ) - 116. Vs. Wakutani-minami Kōkō (jap. Vs. 和久谷南高校) - 117. Chīsana kyojin-sen no tochū desu ka (jap. 小さな巨人戦の途中ですか) | TytułAsobiba (jap. アソビバ) Postacie z okładki - Daichi Sawamura | TytułAsobiba (jap. アソビバ) Postacie z okładki - Daichi Sawamura | TytułAsobiba (jap. アソビバ) Postacie z okładki - Daichi Sawamura |
| 14 | 27 grudnia 2014 | ISBN 978-4-08-880275-6 | 1 sierpnia 2017 | ISBN 978-1-4215-9104-9 | | |
| Lista rozdziałów - 118. Dodai dairi (jap. 土台代理) - 119. Konjōnashi no tatakai (jap. 根性無しの戦い) - 120. Konjōnashi no tatakai 2 (jap. 根性無しの戦い・２) - 121. Chīsana kyojin-sen saikai (jap. 小さな巨人戦再開) - 122. Chōsen (jap. 挑戦) - 123. Mōhitotsu no akogare (jap. もう一つの憧れ) - 124. Shūban-sen (jap. 終盤戦) - 125. Haibokusha-tachi (jap. 敗北者達) - 126. "3-maime” (jap. “３枚目”) - S09. Nisekyū!! (jap. ニセキュー!!) - S10. Vobaca!! Saikyō e no michi!! (jap. バボカ！！最強への道！！ Baboka!! Saikyō e no michi!!) | Lista rozdziałów - 118. Dodai dairi (jap. 土台代理) - 119. Konjōnashi no tatakai (jap. 根性無しの戦い) - 120. Konjōnashi no tatakai 2 (jap. 根性無しの戦い・２) - 121. Chīsana kyojin-sen saikai (jap. 小さな巨人戦再開) - 122. Chōsen (jap. 挑戦) - 123. Mōhitotsu no akogare (jap. もう一つの憧れ) - 124. Shūban-sen (jap. 終盤戦) - 125. Haibokusha-tachi (jap. 敗北者達) - 126. "3-maime” (jap. “３枚目”) - S09. Nisekyū!! (jap. ニセキュー!!) - S10. Vobaca!! Saikyō e no michi!! (jap. バボカ！！最強への道！！ Baboka!! Saikyō e no michi!!) | Lista rozdziałów - 118. Dodai dairi (jap. 土台代理) - 119. Konjōnashi no tatakai (jap. 根性無しの戦い) - 120. Konjōnashi no tatakai 2 (jap. 根性無しの戦い・２) - 121. Chīsana kyojin-sen saikai (jap. 小さな巨人戦再開) - 122. Chōsen (jap. 挑戦) - 123. Mōhitotsu no akogare (jap. もう一つの憧れ) - 124. Shūban-sen (jap. 終盤戦) - 125. Haibokusha-tachi (jap. 敗北者達) - 126. "3-maime” (jap. “３枚目”) - S09. Nisekyū!! (jap. ニセキュー!!) - S10. Vobaca!! Saikyō e no michi!! (jap. バボカ！！最強への道！！ Baboka!! Saikyō e no michi!!) | Lista rozdziałów - 118. Dodai dairi (jap. 土台代理) - 119. Konjōnashi no tatakai (jap. 根性無しの戦い) - 120. Konjōnashi no tatakai 2 (jap. 根性無しの戦い・２) - 121. Chīsana kyojin-sen saikai (jap. 小さな巨人戦再開) - 122. Chōsen (jap. 挑戦) - 123. Mōhitotsu no akogare (jap. もう一つの憧れ) - 124. Shūban-sen (jap. 終盤戦) - 125. Haibokusha-tachi (jap. 敗北者達) - 126. "3-maime” (jap. “３枚目”) - S09. Nisekyū!! (jap. ニセキュー!!) - S10. Vobaca!! Saikyō e no michi!! (jap. バボカ！！最強への道！！ Baboka!! Saikyō e no michi!!) | TytułKonjōnashi kokorozashi no tatakai (jap. 根性無志の戦い) Postacie z okładki - Chikara Ennoshita - Yoshiaki Nurukawa                                                                   | TytułKonjōnashi kokorozashi no tatakai (jap. 根性無志の戦い) Postacie z okładki - Chikara Ennoshita - Yoshiaki Nurukawa                                                                   | TytułKonjōnashi kokorozashi no tatakai (jap. 根性無志の戦い) Postacie z okładki - Chikara Ennoshita - Yoshiaki Nurukawa                                                                   |
| 15 | 4 marca 2015 | ISBN 978-4-08-880316-6 | 5 września 2017 | ISBN 978-1-4215-9105-6 | | |
| Lista rozdziałów - 127. Kin no akago (jap. 金の赤子) - 128. Teppeki wa nandodemo kizukareru (jap. 鉄壁は何度でも築かれる) - 129. Shinsei・Karasuno (jap. 新生・烏野) - 130. Fusshoku (jap. 払拭) - 131. Aobajōsai no haguruma (jap. 青葉城西の歯車) - 132. Kowashiya (jap. 壊し屋) - 133. Setter taiketsu Round 2 (jap. セッター対決Round 2 Settā taiketsu Round 2) - 134. Otagai-sama (jap. お互い様) - 135. Slow starter (jap. スロースターター Surōsutātā) - S11. Ennoshita kantoku (jap. 縁下監督) | Lista rozdziałów - 127. Kin no akago (jap. 金の赤子) - 128. Teppeki wa nandodemo kizukareru (jap. 鉄壁は何度でも築かれる) - 129. Shinsei・Karasuno (jap. 新生・烏野) - 130. Fusshoku (jap. 払拭) - 131. Aobajōsai no haguruma (jap. 青葉城西の歯車) - 132. Kowashiya (jap. 壊し屋) - 133. Setter taiketsu Round 2 (jap. セッター対決Round 2 Settā taiketsu Round 2) - 134. Otagai-sama (jap. お互い様) - 135. Slow starter (jap. スロースターター Surōsutātā) - S11. Ennoshita kantoku (jap. 縁下監督) | Lista rozdziałów - 127. Kin no akago (jap. 金の赤子) - 128. Teppeki wa nandodemo kizukareru (jap. 鉄壁は何度でも築かれる) - 129. Shinsei・Karasuno (jap. 新生・烏野) - 130. Fusshoku (jap. 払拭) - 131. Aobajōsai no haguruma (jap. 青葉城西の歯車) - 132. Kowashiya (jap. 壊し屋) - 133. Setter taiketsu Round 2 (jap. セッター対決Round 2 Settā taiketsu Round 2) - 134. Otagai-sama (jap. お互い様) - 135. Slow starter (jap. スロースターター Surōsutātā) - S11. Ennoshita kantoku (jap. 縁下監督) | Lista rozdziałów - 127. Kin no akago (jap. 金の赤子) - 128. Teppeki wa nandodemo kizukareru (jap. 鉄壁は何度でも築かれる) - 129. Shinsei・Karasuno (jap. 新生・烏野) - 130. Fusshoku (jap. 払拭) - 131. Aobajōsai no haguruma (jap. 青葉城西の歯車) - 132. Kowashiya (jap. 壊し屋) - 133. Setter taiketsu Round 2 (jap. セッター対決Round 2 Settā taiketsu Round 2) - 134. Otagai-sama (jap. お互い様) - 135. Slow starter (jap. スロースターター Surōsutātā) - S11. Ennoshita kantoku (jap. 縁下監督) | TytułKowashiya (jap. 壊し屋) Postacie z okładki - Shōyō Hinata - Yasushi Kamasaki - Kentarō Kyōtani                                                                                       | TytułKowashiya (jap. 壊し屋) Postacie z okładki - Shōyō Hinata - Yasushi Kamasaki - Kentarō Kyōtani                                                                                       | TytułKowashiya (jap. 壊し屋) Postacie z okładki - Shōyō Hinata - Yasushi Kamasaki - Kentarō Kyōtani                                                                                       |
| Nota: ISBN 978-4-0890-8238-6 w przypadku edycji specjalnej z płytą DVD zawierającą odcinek OVA zatytułowany Lev kenzan! (jap. リエーフ見参！ Riēfu kenzan!). | | | | | | |
| 16 | 1 maja 2015 | ISBN 978-4-08-880353-1 | 3 października 2017 | ISBN 978-1-4215-9106-3 | | |
| Lista rozdziałów - 136. Nagare o kaeru ippon・3 (jap. 流れを変える一本・３) - 137. Moto・Konjō-nashi no tatakai (jap. 元・根性無しの戦い) - 138. Serve to iu kyūkyoku no kōgeki (jap. サーブという究極の攻撃 Sābu to iu kyūkyoku no kōgeki) - 139. Shukuteki (jap. 宿敵) - 140. Yakara (jap. 輩) - 141. "Team” (jap. “チーム” "Chīmu”) - 142. Tsuyo-sa no katachi (jap. 強さのかたち) - 143. Akari (jap. 灯) - 144. Kyokugen switch (jap. 極限スイッチ Kyoguken suicchi) - S12. Oikawa Hahn gā (jap. おいかわハーンがー Oikawa hān gā) | Lista rozdziałów - 136. Nagare o kaeru ippon・3 (jap. 流れを変える一本・３) - 137. Moto・Konjō-nashi no tatakai (jap. 元・根性無しの戦い) - 138. Serve to iu kyūkyoku no kōgeki (jap. サーブという究極の攻撃 Sābu to iu kyūkyoku no kōgeki) - 139. Shukuteki (jap. 宿敵) - 140. Yakara (jap. 輩) - 141. "Team” (jap. “チーム” "Chīmu”) - 142. Tsuyo-sa no katachi (jap. 強さのかたち) - 143. Akari (jap. 灯) - 144. Kyokugen switch (jap. 極限スイッチ Kyoguken suicchi) - S12. Oikawa Hahn gā (jap. おいかわハーンがー Oikawa hān gā) | Lista rozdziałów - 136. Nagare o kaeru ippon・3 (jap. 流れを変える一本・３) - 137. Moto・Konjō-nashi no tatakai (jap. 元・根性無しの戦い) - 138. Serve to iu kyūkyoku no kōgeki (jap. サーブという究極の攻撃 Sābu to iu kyūkyoku no kōgeki) - 139. Shukuteki (jap. 宿敵) - 140. Yakara (jap. 輩) - 141. "Team” (jap. “チーム” "Chīmu”) - 142. Tsuyo-sa no katachi (jap. 強さのかたち) - 143. Akari (jap. 灯) - 144. Kyokugen switch (jap. 極限スイッチ Kyoguken suicchi) - S12. Oikawa Hahn gā (jap. おいかわハーンがー Oikawa hān gā) | Lista rozdziałów - 136. Nagare o kaeru ippon・3 (jap. 流れを変える一本・３) - 137. Moto・Konjō-nashi no tatakai (jap. 元・根性無しの戦い) - 138. Serve to iu kyūkyoku no kōgeki (jap. サーブという究極の攻撃 Sābu to iu kyūkyoku no kōgeki) - 139. Shukuteki (jap. 宿敵) - 140. Yakara (jap. 輩) - 141. "Team” (jap. “チーム” "Chīmu”) - 142. Tsuyo-sa no katachi (jap. 強さのかたち) - 143. Akari (jap. 灯) - 144. Kyokugen switch (jap. 極限スイッチ Kyoguken suicchi) - S12. Oikawa Hahn gā (jap. おいかわハーンがー Oikawa hān gā) | TytułMoto・Konjō-nashi no tatakai (jap. 元・根性無しの戦い) Postacie z okładki - Tadashi Yamaguchi                                                                                        | TytułMoto・Konjō-nashi no tatakai (jap. 元・根性無しの戦い) Postacie z okładki - Tadashi Yamaguchi                                                                                        | TytułMoto・Konjō-nashi no tatakai (jap. 元・根性無しの戦い) Postacie z okładki - Tadashi Yamaguchi                                                                                        |
| 17 | 4 sierpnia 2015 | ISBN 978-4-08-880447-7 | 7 listopada 2017 | ISBN 978-1-4215-9107-0 | | |
| Lista rozdziałów - 145. Kyokugen switch 2 (jap. 極限スイッチ・２ Kyokugen suicchi 2) - 146. Sainō to Sense (jap. 才能とセンス Sainō to sensu) - 147. Makkō shōbu (jap. 真っ向勝負) - 148. Sensen fukoku (jap. 宣戦布告) - 149. Deai no kagaku henka (jap. 出会いの化学変化) - 150. Go aisatsu (jap. ごあいさつ) - 151. Kesshō shoshinsha (jap. 決勝初心者) - 152. "Hidari” no kyōi (jap. “左”の脅威) - 153. 3-ponme (jap. ３本目) - S13. Tatakai wa owaranai (jap. 戦いは終わらない) | Lista rozdziałów - 145. Kyokugen switch 2 (jap. 極限スイッチ・２ Kyokugen suicchi 2) - 146. Sainō to Sense (jap. 才能とセンス Sainō to sensu) - 147. Makkō shōbu (jap. 真っ向勝負) - 148. Sensen fukoku (jap. 宣戦布告) - 149. Deai no kagaku henka (jap. 出会いの化学変化) - 150. Go aisatsu (jap. ごあいさつ) - 151. Kesshō shoshinsha (jap. 決勝初心者) - 152. "Hidari” no kyōi (jap. “左”の脅威) - 153. 3-ponme (jap. ３本目) - S13. Tatakai wa owaranai (jap. 戦いは終わらない) | Lista rozdziałów - 145. Kyokugen switch 2 (jap. 極限スイッチ・２ Kyokugen suicchi 2) - 146. Sainō to Sense (jap. 才能とセンス Sainō to sensu) - 147. Makkō shōbu (jap. 真っ向勝負) - 148. Sensen fukoku (jap. 宣戦布告) - 149. Deai no kagaku henka (jap. 出会いの化学変化) - 150. Go aisatsu (jap. ごあいさつ) - 151. Kesshō shoshinsha (jap. 決勝初心者) - 152. "Hidari” no kyōi (jap. “左”の脅威) - 153. 3-ponme (jap. ３本目) - S13. Tatakai wa owaranai (jap. 戦いは終わらない) | Lista rozdziałów - 145. Kyokugen switch 2 (jap. 極限スイッチ・２ Kyokugen suicchi 2) - 146. Sainō to Sense (jap. 才能とセンス Sainō to sensu) - 147. Makkō shōbu (jap. 真っ向勝負) - 148. Sensen fukoku (jap. 宣戦布告) - 149. Deai no kagaku henka (jap. 出会いの化学変化) - 150. Go aisatsu (jap. ごあいさつ) - 151. Kesshō shoshinsha (jap. 決勝初心者) - 152. "Hidari” no kyōi (jap. “左”の脅威) - 153. 3-ponme (jap. ３本目) - S13. Tatakai wa owaranai (jap. 戦いは終わらない) | TytułSainō to Sense (jap. 才能とセンス Sainō to sensu) Postacie z okładki - Drużyna siatkarska Liceum Aobajōsai                                                                           | TytułSainō to Sense (jap. 才能とセンス Sainō to sensu) Postacie z okładki - Drużyna siatkarska Liceum Aobajōsai                                                                           | TytułSainō to Sense (jap. 才能とセンス Sainō to sensu) Postacie z okładki - Drużyna siatkarska Liceum Aobajōsai                                                                           |
| 18 | 3 października 2015 | ISBN 978-4-08-880484-2 | 5 grudnia 2017 | ISBN 978-1-4215-9108-7 | | |
| Lista rozdziałów - 154. Naguriai (jap. 殴り合い) - 155. "Last boss" e no michi (jap. “ラスボス”への道 "Rasu bosu" e no michi) - 156. GUESS·MONSTER - 157. Risei to Chikara (jap. 理性と力) - 158. Sukedachi (jap. 助太刀) - 159. Ikkan (jap. 一環) - 160. Tantan (jap. 眈眈) - 161. Shigeki (jap. 刺激) - 162. Kibō (jap. 幾望) - S14. Shimmer Tsukky | Lista rozdziałów - 154. Naguriai (jap. 殴り合い) - 155. "Last boss" e no michi (jap. “ラスボス”への道 "Rasu bosu" e no michi) - 156. GUESS·MONSTER - 157. Risei to Chikara (jap. 理性と力) - 158. Sukedachi (jap. 助太刀) - 159. Ikkan (jap. 一環) - 160. Tantan (jap. 眈眈) - 161. Shigeki (jap. 刺激) - 162. Kibō (jap. 幾望) - S14. Shimmer Tsukky | Lista rozdziałów - 154. Naguriai (jap. 殴り合い) - 155. "Last boss" e no michi (jap. “ラスボス”への道 "Rasu bosu" e no michi) - 156. GUESS·MONSTER - 157. Risei to Chikara (jap. 理性と力) - 158. Sukedachi (jap. 助太刀) - 159. Ikkan (jap. 一環) - 160. Tantan (jap. 眈眈) - 161. Shigeki (jap. 刺激) - 162. Kibō (jap. 幾望) - S14. Shimmer Tsukky | Lista rozdziałów - 154. Naguriai (jap. 殴り合い) - 155. "Last boss" e no michi (jap. “ラスボス”への道 "Rasu bosu" e no michi) - 156. GUESS·MONSTER - 157. Risei to Chikara (jap. 理性と力) - 158. Sukedachi (jap. 助太刀) - 159. Ikkan (jap. 一環) - 160. Tantan (jap. 眈眈) - 161. Shigeki (jap. 刺激) - 162. Kibō (jap. 幾望) - S14. Shimmer Tsukky | TytułKibō (jap. 幾望) Postacie z okładki - Drużyna siatkarska Akademii Shiratorizawa | TytułKibō (jap. 幾望) Postacie z okładki - Drużyna siatkarska Akademii Shiratorizawa | TytułKibō (jap. 幾望) Postacie z okładki - Drużyna siatkarska Akademii Shiratorizawa |
| 19 | 4 grudnia 2015 | ISBN 978-4-08-880566-5 | 2 stycznia 2018 | ISBN 978-1-4215-9109-4 | | |
| Lista rozdziałów - 163. Tsuki no wa (jap. 月の輪) - 164. Takaga 1-ten (jap. たかが１点) - 165. Ikkan (jap. 一貫) - 166. Shugoshin to tsukiakari (jap. 守護神と月明かり) - 167. Ko VS Kazu (jap. 個VS数) - 168. Not Miracle (jap. Notミラクル Not mirakuru) - 169. Giyoku (jap. 義翼) - 170. Identity (jap. アイデンティティ Aidentiti) - 171. Do itsumo koitsu mo makezugirai (jap. どいつもこいつも負けずぎらい) - S15. "Do wasure shita" (jap. "ど忘れした") | Lista rozdziałów - 163. Tsuki no wa (jap. 月の輪) - 164. Takaga 1-ten (jap. たかが１点) - 165. Ikkan (jap. 一貫) - 166. Shugoshin to tsukiakari (jap. 守護神と月明かり) - 167. Ko VS Kazu (jap. 個VS数) - 168. Not Miracle (jap. Notミラクル Not mirakuru) - 169. Giyoku (jap. 義翼) - 170. Identity (jap. アイデンティティ Aidentiti) - 171. Do itsumo koitsu mo makezugirai (jap. どいつもこいつも負けずぎらい) - S15. "Do wasure shita" (jap. "ど忘れした") | Lista rozdziałów - 163. Tsuki no wa (jap. 月の輪) - 164. Takaga 1-ten (jap. たかが１点) - 165. Ikkan (jap. 一貫) - 166. Shugoshin to tsukiakari (jap. 守護神と月明かり) - 167. Ko VS Kazu (jap. 個VS数) - 168. Not Miracle (jap. Notミラクル Not mirakuru) - 169. Giyoku (jap. 義翼) - 170. Identity (jap. アイデンティティ Aidentiti) - 171. Do itsumo koitsu mo makezugirai (jap. どいつもこいつも負けずぎらい) - S15. "Do wasure shita" (jap. "ど忘れした") | Lista rozdziałów - 163. Tsuki no wa (jap. 月の輪) - 164. Takaga 1-ten (jap. たかが１点) - 165. Ikkan (jap. 一貫) - 166. Shugoshin to tsukiakari (jap. 守護神と月明かり) - 167. Ko VS Kazu (jap. 個VS数) - 168. Not Miracle (jap. Notミラクル Not mirakuru) - 169. Giyoku (jap. 義翼) - 170. Identity (jap. アイデンティティ Aidentiti) - 171. Do itsumo koitsu mo makezugirai (jap. どいつもこいつも負けずぎらい) - S15. "Do wasure shita" (jap. "ど忘れした") | TytułTsuki no wa (jap. 月の輪) Postacie z okładki - Kei Tsukishima | TytułTsuki no wa (jap. 月の輪) Postacie z okładki - Kei Tsukishima | TytułTsuki no wa (jap. 月の輪) Postacie z okładki - Kei Tsukishima |
| 20 | 4 marca 2016 | ISBN 978-4-08-880626-6 | 6 lutego 2018 | ISBN 978-1-4215-9607-5 | | |
| Lista rozdziałów - 172. Stamina shōbu (jap. スタミナ勝負 Sutamina shōbu) - 173. Dangai zeppeki (jap. 断崖絶壁) - 174. 0. Sū-byō no tatakai (jap. 0.数秒の戦い) - 175. Tsuneni atarashiku (jap. 常に新しく) - 176. Shinsen (jap. 新鮮) - 177. Fukaina kabe (jap. 不快な壁) - 178. Kodawari (jap. こだわり) - 179. Iyana otoko (jap. 嫌な男) - 180. Kodawari·2 (jap. こだわり·２) - S16. Hissatsu waza (jap. 必殺技) - S17. Hiruyasumi no sen (jap. 昼休みの戦) | Lista rozdziałów - 172. Stamina shōbu (jap. スタミナ勝負 Sutamina shōbu) - 173. Dangai zeppeki (jap. 断崖絶壁) - 174. 0. Sū-byō no tatakai (jap. 0.数秒の戦い) - 175. Tsuneni atarashiku (jap. 常に新しく) - 176. Shinsen (jap. 新鮮) - 177. Fukaina kabe (jap. 不快な壁) - 178. Kodawari (jap. こだわり) - 179. Iyana otoko (jap. 嫌な男) - 180. Kodawari·2 (jap. こだわり·２) - S16. Hissatsu waza (jap. 必殺技) - S17. Hiruyasumi no sen (jap. 昼休みの戦) | Lista rozdziałów - 172. Stamina shōbu (jap. スタミナ勝負 Sutamina shōbu) - 173. Dangai zeppeki (jap. 断崖絶壁) - 174. 0. Sū-byō no tatakai (jap. 0.数秒の戦い) - 175. Tsuneni atarashiku (jap. 常に新しく) - 176. Shinsen (jap. 新鮮) - 177. Fukaina kabe (jap. 不快な壁) - 178. Kodawari (jap. こだわり) - 179. Iyana otoko (jap. 嫌な男) - 180. Kodawari·2 (jap. こだわり·２) - S16. Hissatsu waza (jap. 必殺技) - S17. Hiruyasumi no sen (jap. 昼休みの戦) | Lista rozdziałów - 172. Stamina shōbu (jap. スタミナ勝負 Sutamina shōbu) - 173. Dangai zeppeki (jap. 断崖絶壁) - 174. 0. Sū-byō no tatakai (jap. 0.数秒の戦い) - 175. Tsuneni atarashiku (jap. 常に新しく) - 176. Shinsen (jap. 新鮮) - 177. Fukaina kabe (jap. 不快な壁) - 178. Kodawari (jap. こだわり) - 179. Iyana otoko (jap. 嫌な男) - 180. Kodawari·2 (jap. こだわり·２) - S16. Hissatsu waza (jap. 必殺技) - S17. Hiruyasumi no sen (jap. 昼休みの戦) | TytułKodawari (jap. こだわり) Postacie z okładki - Satori Tendō | TytułKodawari (jap. こだわり) Postacie z okładki - Satori Tendō | TytułKodawari (jap. こだわり) Postacie z okładki - Satori Tendō |
| 21 | 2 maja 2016 | ISBN 978-4-08-880669-3 | 6 marca 2018 | ISBN 978-1-4215-9608-2 | | |
| Lista rozdziałów - 181. Naguriai dai 2-Round (jap. 殴り合い第２ラウンド Naguriai dai 2-raundo) - 182. Okurukotoba (jap. おくることば) - 183. Hoshi gatta otoko (jap. 欲しがった男) - 184. Hajimete no kanjō (jap. はじめての感情) - 185. Ganbare ore no futomomo (jap. 頑張れ俺の太腿) - 186. Volley baka-tachi (jap. バレー馬鹿たち Barē baka-tachi) - 187. Hiru no tsuki (jap. 昼の月) - 188. Concept no tatakai (jap. コンセプトの戦い Konseputo no tatakai) - 189. Sensen fukoku・2 (jap. 宣戦布告・２) - 190. Tsugi no tatakai (jap. 次の戦い) | Lista rozdziałów - 181. Naguriai dai 2-Round (jap. 殴り合い第２ラウンド Naguriai dai 2-raundo) - 182. Okurukotoba (jap. おくることば) - 183. Hoshi gatta otoko (jap. 欲しがった男) - 184. Hajimete no kanjō (jap. はじめての感情) - 185. Ganbare ore no futomomo (jap. 頑張れ俺の太腿) - 186. Volley baka-tachi (jap. バレー馬鹿たち Barē baka-tachi) - 187. Hiru no tsuki (jap. 昼の月) - 188. Concept no tatakai (jap. コンセプトの戦い Konseputo no tatakai) - 189. Sensen fukoku・2 (jap. 宣戦布告・２) - 190. Tsugi no tatakai (jap. 次の戦い) | Lista rozdziałów - 181. Naguriai dai 2-Round (jap. 殴り合い第２ラウンド Naguriai dai 2-raundo) - 182. Okurukotoba (jap. おくることば) - 183. Hoshi gatta otoko (jap. 欲しがった男) - 184. Hajimete no kanjō (jap. はじめての感情) - 185. Ganbare ore no futomomo (jap. 頑張れ俺の太腿) - 186. Volley baka-tachi (jap. バレー馬鹿たち Barē baka-tachi) - 187. Hiru no tsuki (jap. 昼の月) - 188. Concept no tatakai (jap. コンセプトの戦い Konseputo no tatakai) - 189. Sensen fukoku・2 (jap. 宣戦布告・２) - 190. Tsugi no tatakai (jap. 次の戦い) | Lista rozdziałów - 181. Naguriai dai 2-Round (jap. 殴り合い第２ラウンド Naguriai dai 2-raundo) - 182. Okurukotoba (jap. おくることば) - 183. Hoshi gatta otoko (jap. 欲しがった男) - 184. Hajimete no kanjō (jap. はじめての感情) - 185. Ganbare ore no futomomo (jap. 頑張れ俺の太腿) - 186. Volley baka-tachi (jap. バレー馬鹿たち Barē baka-tachi) - 187. Hiru no tsuki (jap. 昼の月) - 188. Concept no tatakai (jap. コンセプトの戦い Konseputo no tatakai) - 189. Sensen fukoku・2 (jap. 宣戦布告・２) - 190. Tsugi no tatakai (jap. 次の戦い) | TytułConcept no tatakai (jap. コンセプトの戦い Konseputo no tatakai) Postacie z okładki - Wakatoshi Ushijima                                                                              | TytułConcept no tatakai (jap. コンセプトの戦い Konseputo no tatakai) Postacie z okładki - Wakatoshi Ushijima                                                                              | TytułConcept no tatakai (jap. コンセプトの戦い Konseputo no tatakai) Postacie z okładki - Wakatoshi Ushijima                                                                              |
| Nota: ISBN 978-4-0890-8263-8 w przypadku edycji specjalnej z płytą DVD zawierającą odcinek OVA zatytułowany VS Akaten (jap. VS赤点). | | | | | | |
| 22 | 4 lipca 2016 | ISBN 978-4-08-880744-7 | 3 kwietnia 2018 | ISBN 978-1-4215-9609-9 | | |
| Lista rozdziałów - 191. Neko VS Fukurō (jap. ネコVSフクロウ) - 192. Enjin (jap. エンジン) - 193. "Jishō" Ace (jap. "自称" エース "Jishō" Ēsu) - 194. Hōi-mō (jap. 包囲網) - 195. Riku VS Kū (jap. 陸VS空) - 196. Haisui no jin (jap. 背水の陣) - 197. Hebi VS Neko (jap. 蛇VS猫) - 198. Rifujin (jap. 理不尽) - 199. Dōyō (jap. 動揺) | Lista rozdziałów - 191. Neko VS Fukurō (jap. ネコVSフクロウ) - 192. Enjin (jap. エンジン) - 193. "Jishō" Ace (jap. "自称" エース "Jishō" Ēsu) - 194. Hōi-mō (jap. 包囲網) - 195. Riku VS Kū (jap. 陸VS空) - 196. Haisui no jin (jap. 背水の陣) - 197. Hebi VS Neko (jap. 蛇VS猫) - 198. Rifujin (jap. 理不尽) - 199. Dōyō (jap. 動揺) | Lista rozdziałów - 191. Neko VS Fukurō (jap. ネコVSフクロウ) - 192. Enjin (jap. エンジン) - 193. "Jishō" Ace (jap. "自称" エース "Jishō" Ēsu) - 194. Hōi-mō (jap. 包囲網) - 195. Riku VS Kū (jap. 陸VS空) - 196. Haisui no jin (jap. 背水の陣) - 197. Hebi VS Neko (jap. 蛇VS猫) - 198. Rifujin (jap. 理不尽) - 199. Dōyō (jap. 動揺) | Lista rozdziałów - 191. Neko VS Fukurō (jap. ネコVSフクロウ) - 192. Enjin (jap. エンジン) - 193. "Jishō" Ace (jap. "自称" エース "Jishō" Ēsu) - 194. Hōi-mō (jap. 包囲網) - 195. Riku VS Kū (jap. 陸VS空) - 196. Haisui no jin (jap. 背水の陣) - 197. Hebi VS Neko (jap. 蛇VS猫) - 198. Rifujin (jap. 理不尽) - 199. Dōyō (jap. 動揺) | TytułRiku VS Kū (jap. 陸VS空) Postacie z okładki - Morisuke Yaku | TytułRiku VS Kū (jap. 陸VS空) Postacie z okładki - Morisuke Yaku | TytułRiku VS Kū (jap. 陸VS空) Postacie z okładki - Morisuke Yaku |
| 23 | 4 października 2016 | ISBN 978-4-08-880790-4 | 1 maja 2018 | ISBN 978-1-4215-9610-5 | | |
| Lista rozdziałów - 200. Paisen no iji (jap. パイセンの意地) - 201. Buttsuke honban (jap. ぶっつけ本番) - 202. Nekoma no Ace (jap. 音駒のエース Nekoma no ēsu) - 203. Kaze wo tsukuru (jap. 風をつくる) - 204. Baka demo wakatta Volleyball (jap. バカでも解ったバレーボール Baka demo wakatta barēbōru) - 205. Ball no "Michi" (jap. ボールの"道" Bōru no "Michi") - 206. Hōkoku (jap. 報告) - 207. Junbi (jap. 準備) - S18. Karasuno Kōkō taiikusai (jap. 烏野高校体育祭) | Lista rozdziałów - 200. Paisen no iji (jap. パイセンの意地) - 201. Buttsuke honban (jap. ぶっつけ本番) - 202. Nekoma no Ace (jap. 音駒のエース Nekoma no ēsu) - 203. Kaze wo tsukuru (jap. 風をつくる) - 204. Baka demo wakatta Volleyball (jap. バカでも解ったバレーボール Baka demo wakatta barēbōru) - 205. Ball no "Michi" (jap. ボールの"道" Bōru no "Michi") - 206. Hōkoku (jap. 報告) - 207. Junbi (jap. 準備) - S18. Karasuno Kōkō taiikusai (jap. 烏野高校体育祭) | Lista rozdziałów - 200. Paisen no iji (jap. パイセンの意地) - 201. Buttsuke honban (jap. ぶっつけ本番) - 202. Nekoma no Ace (jap. 音駒のエース Nekoma no ēsu) - 203. Kaze wo tsukuru (jap. 風をつくる) - 204. Baka demo wakatta Volleyball (jap. バカでも解ったバレーボール Baka demo wakatta barēbōru) - 205. Ball no "Michi" (jap. ボールの"道" Bōru no "Michi") - 206. Hōkoku (jap. 報告) - 207. Junbi (jap. 準備) - S18. Karasuno Kōkō taiikusai (jap. 烏野高校体育祭) | Lista rozdziałów - 200. Paisen no iji (jap. パイセンの意地) - 201. Buttsuke honban (jap. ぶっつけ本番) - 202. Nekoma no Ace (jap. 音駒のエース Nekoma no ēsu) - 203. Kaze wo tsukuru (jap. 風をつくる) - 204. Baka demo wakatta Volleyball (jap. バカでも解ったバレーボール Baka demo wakatta barēbōru) - 205. Ball no "Michi" (jap. ボールの"道" Bōru no "Michi") - 206. Hōkoku (jap. 報告) - 207. Junbi (jap. 準備) - S18. Karasuno Kōkō taiikusai (jap. 烏野高校体育祭) | TytułBall no "Michi" (jap. ボールの"道" Bōru no "Michi") Postacie z okładki - Lev Haiba                                                                                                   | TytułBall no "Michi" (jap. ボールの"道" Bōru no "Michi") Postacie z okładki - Lev Haiba                                                                                                   | TytułBall no "Michi" (jap. ボールの"道" Bōru no "Michi") Postacie z okładki - Lev Haiba                                                                                                   |
| 24 | 2 grudnia 2016 | ISBN 978-4-08-880821-5 | 5 czerwca 2018 | ISBN 978-1-4215-9611-2 | | |
| Lista rozdziałów - 208. Hatsuyuki (jap. 初雪) - 209. Jiko shōkai (jap. 自己紹介) - 210. Sutāto chiten mi tōtatsu (jap. スタート地点未到達) - 211. Maigo (jap. 迷子) - 212. Shiten (jap. 視点) - 213. Ball hiroi Lv.1 (jap. ボール拾いLv.1 Bōru hiroi Lv.1) - 214. Yōkai-tachi (jap. 妖怪たち) - 215. Oto (jap. 音) - 216. Maigo・2 (jap. 迷子・2) | Lista rozdziałów - 208. Hatsuyuki (jap. 初雪) - 209. Jiko shōkai (jap. 自己紹介) - 210. Sutāto chiten mi tōtatsu (jap. スタート地点未到達) - 211. Maigo (jap. 迷子) - 212. Shiten (jap. 視点) - 213. Ball hiroi Lv.1 (jap. ボール拾いLv.1 Bōru hiroi Lv.1) - 214. Yōkai-tachi (jap. 妖怪たち) - 215. Oto (jap. 音) - 216. Maigo・2 (jap. 迷子・2) | Lista rozdziałów - 208. Hatsuyuki (jap. 初雪) - 209. Jiko shōkai (jap. 自己紹介) - 210. Sutāto chiten mi tōtatsu (jap. スタート地点未到達) - 211. Maigo (jap. 迷子) - 212. Shiten (jap. 視点) - 213. Ball hiroi Lv.1 (jap. ボール拾いLv.1 Bōru hiroi Lv.1) - 214. Yōkai-tachi (jap. 妖怪たち) - 215. Oto (jap. 音) - 216. Maigo・2 (jap. 迷子・2) | Lista rozdziałów - 208. Hatsuyuki (jap. 初雪) - 209. Jiko shōkai (jap. 自己紹介) - 210. Sutāto chiten mi tōtatsu (jap. スタート地点未到達) - 211. Maigo (jap. 迷子) - 212. Shiten (jap. 視点) - 213. Ball hiroi Lv.1 (jap. ボール拾いLv.1 Bōru hiroi Lv.1) - 214. Yōkai-tachi (jap. 妖怪たち) - 215. Oto (jap. 音) - 216. Maigo・2 (jap. 迷子・2) | TytułHatsuyuki (jap. 初雪) Postacie z okładki - Shōyō Hinata | TytułHatsuyuki (jap. 初雪) Postacie z okładki - Shōyō Hinata | TytułHatsuyuki (jap. 初雪) Postacie z okładki - Shōyō Hinata |
| 25 | 3 marca 2017 | ISBN 978-4-08-881019-5 | 3 lipca 2018 | ISBN 978-1-4215-9807-9 | | |
| Lista rozdziałów - 217. Raku (jap. 楽) - 218. Saigo made (jap. 最後まで) - 219. Kūfuku (jap. 空腹) - 220. Gōryū (jap. 合流) - 221. Kabe, futatabi (jap. 壁、再び) - 222. Kōyō (jap. 昂揚) - 223. Toge toge (jap. 刺刺) - 224. Henkan (jap. 返還) - S19. Chinmoku no Court (jap. 沈黙のコート Chinmoku no kōto) | Lista rozdziałów - 217. Raku (jap. 楽) - 218. Saigo made (jap. 最後まで) - 219. Kūfuku (jap. 空腹) - 220. Gōryū (jap. 合流) - 221. Kabe, futatabi (jap. 壁、再び) - 222. Kōyō (jap. 昂揚) - 223. Toge toge (jap. 刺刺) - 224. Henkan (jap. 返還) - S19. Chinmoku no Court (jap. 沈黙のコート Chinmoku no kōto) | Lista rozdziałów - 217. Raku (jap. 楽) - 218. Saigo made (jap. 最後まで) - 219. Kūfuku (jap. 空腹) - 220. Gōryū (jap. 合流) - 221. Kabe, futatabi (jap. 壁、再び) - 222. Kōyō (jap. 昂揚) - 223. Toge toge (jap. 刺刺) - 224. Henkan (jap. 返還) - S19. Chinmoku no Court (jap. 沈黙のコート Chinmoku no kōto) | Lista rozdziałów - 217. Raku (jap. 楽) - 218. Saigo made (jap. 最後まで) - 219. Kūfuku (jap. 空腹) - 220. Gōryū (jap. 合流) - 221. Kabe, futatabi (jap. 壁、再び) - 222. Kōyō (jap. 昂揚) - 223. Toge toge (jap. 刺刺) - 224. Henkan (jap. 返還) - S19. Chinmoku no Court (jap. 沈黙のコート Chinmoku no kōto) | TytułHenkan (jap. 返還) Postacie z okładki - Tobio Kageyama | TytułHenkan (jap. 返還) Postacie z okładki - Tobio Kageyama | TytułHenkan (jap. 返還) Postacie z okładki - Tobio Kageyama |
| 26 | 2 maja 2017 | ISBN 978-4-08-881071-3 | 7 sierpnia 2018 | ISBN 978-1-4215-9817-8 | | |
| Lista rozdziałów - 225. Gikushaku (jap. ぎくしゃく) - 226. Magireru (jap. まぎれる) - 227. Challenger (jap. チャレンジャー Charenjā) - 228. Henka (jap. 変化) - 229. Zenjitsu (jap. 前日) - 230. Sorezore no yoru (jap. それぞれの夜) - 231. Kaimaku to Happening (jap. 開幕とハプニング Kaimaku to hapuningu) - 232. Sensen (jap. 戦線) - 233. Saisho no teki (jap. 最初の敵) | Lista rozdziałów - 225. Gikushaku (jap. ぎくしゃく) - 226. Magireru (jap. まぎれる) - 227. Challenger (jap. チャレンジャー Charenjā) - 228. Henka (jap. 変化) - 229. Zenjitsu (jap. 前日) - 230. Sorezore no yoru (jap. それぞれの夜) - 231. Kaimaku to Happening (jap. 開幕とハプニング Kaimaku to hapuningu) - 232. Sensen (jap. 戦線) - 233. Saisho no teki (jap. 最初の敵) | Lista rozdziałów - 225. Gikushaku (jap. ぎくしゃく) - 226. Magireru (jap. まぎれる) - 227. Challenger (jap. チャレンジャー Charenjā) - 228. Henka (jap. 変化) - 229. Zenjitsu (jap. 前日) - 230. Sorezore no yoru (jap. それぞれの夜) - 231. Kaimaku to Happening (jap. 開幕とハプニング Kaimaku to hapuningu) - 232. Sensen (jap. 戦線) - 233. Saisho no teki (jap. 最初の敵) | Lista rozdziałów - 225. Gikushaku (jap. ぎくしゃく) - 226. Magireru (jap. まぎれる) - 227. Challenger (jap. チャレンジャー Charenjā) - 228. Henka (jap. 変化) - 229. Zenjitsu (jap. 前日) - 230. Sorezore no yoru (jap. それぞれの夜) - 231. Kaimaku to Happening (jap. 開幕とハプニング Kaimaku to hapuningu) - 232. Sensen (jap. 戦線) - 233. Saisho no teki (jap. 最初の敵) | TytułSensen (jap. 戦線) Postacie z okładki - Kiyoko Shimizu | TytułSensen (jap. 戦線) Postacie z okładki - Kiyoko Shimizu | TytułSensen (jap. 戦線) Postacie z okładki - Kiyoko Shimizu |
| 27 | 4 sierpnia 2017 | ISBN 978-4-08-881194-9 | 4 września 2018 | ISBN 978-1-9747-0041-7 | | |
| Lista rozdziałów - 234. Adjust (jap. アジャスト Ajasuto) - 235. Kaihō (jap. 解放) - 236. Adjust・2 (jap. アジャスト・2 Ajasuto・2) - 237. Seichō-ki (jap. 成長期) - 238. Kōbō (jap. 攻防) - 239. Mikata (jap. 味方) - 240. Senrei (jap. 洗礼) - 241. Takusareta Chance (jap. 託されたチャンス Takusareta chansu) - 242. Tsunagareru Chance (jap. 繋がれるチャンス Tsunagareru chansu) | Lista rozdziałów - 234. Adjust (jap. アジャスト Ajasuto) - 235. Kaihō (jap. 解放) - 236. Adjust・2 (jap. アジャスト・2 Ajasuto・2) - 237. Seichō-ki (jap. 成長期) - 238. Kōbō (jap. 攻防) - 239. Mikata (jap. 味方) - 240. Senrei (jap. 洗礼) - 241. Takusareta Chance (jap. 託されたチャンス Takusareta chansu) - 242. Tsunagareru Chance (jap. 繋がれるチャンス Tsunagareru chansu) | Lista rozdziałów - 234. Adjust (jap. アジャスト Ajasuto) - 235. Kaihō (jap. 解放) - 236. Adjust・2 (jap. アジャスト・2 Ajasuto・2) - 237. Seichō-ki (jap. 成長期) - 238. Kōbō (jap. 攻防) - 239. Mikata (jap. 味方) - 240. Senrei (jap. 洗礼) - 241. Takusareta Chance (jap. 託されたチャンス Takusareta chansu) - 242. Tsunagareru Chance (jap. 繋がれるチャンス Tsunagareru chansu) | Lista rozdziałów - 234. Adjust (jap. アジャスト Ajasuto) - 235. Kaihō (jap. 解放) - 236. Adjust・2 (jap. アジャスト・2 Ajasuto・2) - 237. Seichō-ki (jap. 成長期) - 238. Kōbō (jap. 攻防) - 239. Mikata (jap. 味方) - 240. Senrei (jap. 洗礼) - 241. Takusareta Chance (jap. 託されたチャンス Takusareta chansu) - 242. Tsunagareru Chance (jap. 繋がれるチャンス Tsunagareru chansu) | TytułTsunagareru Chance (jap. 繋がれるチャンス Tsunagareru chansu) Postacie z okładki - Kōshi Sugawara                                                                                    | TytułTsunagareru Chance (jap. 繋がれるチャンス Tsunagareru chansu) Postacie z okładki - Kōshi Sugawara                                                                                    | TytułTsunagareru Chance (jap. 繋がれるチャンス Tsunagareru chansu) Postacie z okładki - Kōshi Sugawara                                                                                    |
| Nota: ISBN 978-4-0890-8298-0 w przypadku edycji specjalnej z płytą DVD zawierającą odcinek OVA zatytułowany Tokushū! Harukō Volley ni kaketa seishun (jap. 特集！春高バレーに賭けた青春 Tokushū! Harukō barē ni kaketa seishun). | | | | | | |
| 28 | 4 października 2017 | ISBN 978-4-08-881213-7 | 2 października 2018 | ISBN 978-1-9747-0105-6 | | |
| Lista rozdziałów - 243. Sorezore no shosen (jap. それぞれの初戦) - 244. Jakuten sono 6 (jap. 弱点その6) - 245. Senretsu (jap. 鮮烈) - 246. Yoru (jap. 夜) - 247. 2-kame (jap. 2日目) - 248. Kakusa (jap. 格差) - 249. Kensō to Seijaku (jap. 喧噪と静寂) - 250. Chōsensha (jap. 挑戦者) - 251. Rhythm (jap. リズム Rizumu) - S20. That's Absurd! | Lista rozdziałów - 243. Sorezore no shosen (jap. それぞれの初戦) - 244. Jakuten sono 6 (jap. 弱点その6) - 245. Senretsu (jap. 鮮烈) - 246. Yoru (jap. 夜) - 247. 2-kame (jap. 2日目) - 248. Kakusa (jap. 格差) - 249. Kensō to Seijaku (jap. 喧噪と静寂) - 250. Chōsensha (jap. 挑戦者) - 251. Rhythm (jap. リズム Rizumu) - S20. That's Absurd! | Lista rozdziałów - 243. Sorezore no shosen (jap. それぞれの初戦) - 244. Jakuten sono 6 (jap. 弱点その6) - 245. Senretsu (jap. 鮮烈) - 246. Yoru (jap. 夜) - 247. 2-kame (jap. 2日目) - 248. Kakusa (jap. 格差) - 249. Kensō to Seijaku (jap. 喧噪と静寂) - 250. Chōsensha (jap. 挑戦者) - 251. Rhythm (jap. リズム Rizumu) - S20. That's Absurd! | Lista rozdziałów - 243. Sorezore no shosen (jap. それぞれの初戦) - 244. Jakuten sono 6 (jap. 弱点その6) - 245. Senretsu (jap. 鮮烈) - 246. Yoru (jap. 夜) - 247. 2-kame (jap. 2日目) - 248. Kakusa (jap. 格差) - 249. Kensō to Seijaku (jap. 喧噪と静寂) - 250. Chōsensha (jap. 挑戦者) - 251. Rhythm (jap. リズム Rizumu) - S20. That's Absurd! | Tytuł2-kame (jap. 2日目) Postacie z okładki - Shōyō Hinata - Tobio Kageyama - Kōrai Hoshiumi - Atsumu Miya - Kiyoomi Sakusa                                                               | Tytuł2-kame (jap. 2日目) Postacie z okładki - Shōyō Hinata - Tobio Kageyama - Kōrai Hoshiumi - Atsumu Miya - Kiyoomi Sakusa                                                               | Tytuł2-kame (jap. 2日目) Postacie z okładki - Shōyō Hinata - Tobio Kageyama - Kōrai Hoshiumi - Atsumu Miya - Kiyoomi Sakusa                                                               |
| 29 | 4 grudnia 2017 | ISBN 978-4-08-881286-1 | 6 listopada 2018 | ISBN 978-1-9747-0220-6 | | |
| Lista rozdziałów - 252. Ushirodate (jap. 後ろ盾) - 253. Oiuchi (jap. 追い打ち) - 254. Henjin・Yōkai・Chimimōryō (jap. 変人・妖怪・魑魅魍魎) - 255. Mitsukeru (jap. 見つける) - 256. Gesseki (jap. 月夕) - 257. Seitō (jap. 正当) - 258. Keiken-chi (jap. 経験値) - 259. Ose ose don don (jap. 押せ押せドンドン) - 260. Hisshi (jap. 必死) - S21. Karasu no ie (jap. 烏の家) | Lista rozdziałów - 252. Ushirodate (jap. 後ろ盾) - 253. Oiuchi (jap. 追い打ち) - 254. Henjin・Yōkai・Chimimōryō (jap. 変人・妖怪・魑魅魍魎) - 255. Mitsukeru (jap. 見つける) - 256. Gesseki (jap. 月夕) - 257. Seitō (jap. 正当) - 258. Keiken-chi (jap. 経験値) - 259. Ose ose don don (jap. 押せ押せドンドン) - 260. Hisshi (jap. 必死) - S21. Karasu no ie (jap. 烏の家) | Lista rozdziałów - 252. Ushirodate (jap. 後ろ盾) - 253. Oiuchi (jap. 追い打ち) - 254. Henjin・Yōkai・Chimimōryō (jap. 変人・妖怪・魑魅魍魎) - 255. Mitsukeru (jap. 見つける) - 256. Gesseki (jap. 月夕) - 257. Seitō (jap. 正当) - 258. Keiken-chi (jap. 経験値) - 259. Ose ose don don (jap. 押せ押せドンドン) - 260. Hisshi (jap. 必死) - S21. Karasu no ie (jap. 烏の家) | Lista rozdziałów - 252. Ushirodate (jap. 後ろ盾) - 253. Oiuchi (jap. 追い打ち) - 254. Henjin・Yōkai・Chimimōryō (jap. 変人・妖怪・魑魅魍魎) - 255. Mitsukeru (jap. 見つける) - 256. Gesseki (jap. 月夕) - 257. Seitō (jap. 正当) - 258. Keiken-chi (jap. 経験値) - 259. Ose ose don don (jap. 押せ押せドンドン) - 260. Hisshi (jap. 必死) - S21. Karasu no ie (jap. 烏の家) | TytułMitsukeru (jap. 見つける) Postacie z okładki - Atsumu Miya - Osamu Miya | TytułMitsukeru (jap. 見つける) Postacie z okładki - Atsumu Miya - Osamu Miya | TytułMitsukeru (jap. 見つける) Postacie z okładki - Atsumu Miya - Osamu Miya |
| 30 | 2 lutego 2018 | ISBN 978-4-08-881337-0 | 1 stycznia 2019 | ISBN 978-1-9747-0258-9 | | |
| Lista rozdziałów - 261. Tobidōgu (jap. 飛び道具) - 262. Itsu datte maenomeri (jap. いつだって前のめり) - 263. Paisen no iji (jap. パイセンの意地) - 264. Shitsuren (jap. 失恋) - 265. Ippō sonokoro fukappatsu neko wa (jap. 一方その頃不活発猫は) - 266. Neko VS Saru (jap. ネコ VS サル) - 267. Wana (jap. 罠) - 268. Kozume Kenma no konjō-ron (jap. 孤爪研磨の根性論) - 269. Kemono-tachi (jap. けものたち) | Lista rozdziałów - 261. Tobidōgu (jap. 飛び道具) - 262. Itsu datte maenomeri (jap. いつだって前のめり) - 263. Paisen no iji (jap. パイセンの意地) - 264. Shitsuren (jap. 失恋) - 265. Ippō sonokoro fukappatsu neko wa (jap. 一方その頃不活発猫は) - 266. Neko VS Saru (jap. ネコ VS サル) - 267. Wana (jap. 罠) - 268. Kozume Kenma no konjō-ron (jap. 孤爪研磨の根性論) - 269. Kemono-tachi (jap. けものたち) | Lista rozdziałów - 261. Tobidōgu (jap. 飛び道具) - 262. Itsu datte maenomeri (jap. いつだって前のめり) - 263. Paisen no iji (jap. パイセンの意地) - 264. Shitsuren (jap. 失恋) - 265. Ippō sonokoro fukappatsu neko wa (jap. 一方その頃不活発猫は) - 266. Neko VS Saru (jap. ネコ VS サル) - 267. Wana (jap. 罠) - 268. Kozume Kenma no konjō-ron (jap. 孤爪研磨の根性論) - 269. Kemono-tachi (jap. けものたち) | Lista rozdziałów - 261. Tobidōgu (jap. 飛び道具) - 262. Itsu datte maenomeri (jap. いつだって前のめり) - 263. Paisen no iji (jap. パイセンの意地) - 264. Shitsuren (jap. 失恋) - 265. Ippō sonokoro fukappatsu neko wa (jap. 一方その頃不活発猫は) - 266. Neko VS Saru (jap. ネコ VS サル) - 267. Wana (jap. 罠) - 268. Kozume Kenma no konjō-ron (jap. 孤爪研磨の根性論) - 269. Kemono-tachi (jap. けものたち) | TytułShitsuren (jap. 失恋) Postacie z okładki - Ryūnosuke Tanaka | TytułShitsuren (jap. 失恋) Postacie z okładki - Ryūnosuke Tanaka | TytułShitsuren (jap. 失恋) Postacie z okładki - Ryūnosuke Tanaka |
| 31 | 4 kwietnia 2018 | ISBN 978-4-08-881378-3 | 5 marca 2019 | ISBN 978-1-9747-0395-1 | | |
| Lista rozdziałów - 270. Sanjūsō (jap. 三重奏) - 271. Shuhō (jap. 主砲) - 272. Saikyō no chōsensha (jap. 最強の挑戦者) - 273. “Nagare” (jap. “流れ”) - 274. Kashira (jap. 頭) - 275. Keizoku to chikuseki (jap. 継続と蓄積) - 276. Shikakeru (jap. 仕掛ける) - 277. Tazei ni buzei (jap. 多勢に無勢) - 278. Shugoshin no Hero (jap. 守護神のヒーロー Shugoshin no hīrō) | Lista rozdziałów - 270. Sanjūsō (jap. 三重奏) - 271. Shuhō (jap. 主砲) - 272. Saikyō no chōsensha (jap. 最強の挑戦者) - 273. “Nagare” (jap. “流れ”) - 274. Kashira (jap. 頭) - 275. Keizoku to chikuseki (jap. 継続と蓄積) - 276. Shikakeru (jap. 仕掛ける) - 277. Tazei ni buzei (jap. 多勢に無勢) - 278. Shugoshin no Hero (jap. 守護神のヒーロー Shugoshin no hīrō) | Lista rozdziałów - 270. Sanjūsō (jap. 三重奏) - 271. Shuhō (jap. 主砲) - 272. Saikyō no chōsensha (jap. 最強の挑戦者) - 273. “Nagare” (jap. “流れ”) - 274. Kashira (jap. 頭) - 275. Keizoku to chikuseki (jap. 継続と蓄積) - 276. Shikakeru (jap. 仕掛ける) - 277. Tazei ni buzei (jap. 多勢に無勢) - 278. Shugoshin no Hero (jap. 守護神のヒーロー Shugoshin no hīrō) | Lista rozdziałów - 270. Sanjūsō (jap. 三重奏) - 271. Shuhō (jap. 主砲) - 272. Saikyō no chōsensha (jap. 最強の挑戦者) - 273. “Nagare” (jap. “流れ”) - 274. Kashira (jap. 頭) - 275. Keizoku to chikuseki (jap. 継続と蓄積) - 276. Shikakeru (jap. 仕掛ける) - 277. Tazei ni buzei (jap. 多勢に無勢) - 278. Shugoshin no Hero (jap. 守護神のヒーロー Shugoshin no hīrō) | TytułHero (jap. ヒーロー Hīrō) Postacie z okładki - Yū Nishinoya | TytułHero (jap. ヒーロー Hīrō) Postacie z okładki - Yū Nishinoya | TytułHero (jap. ヒーロー Hīrō) Postacie z okładki - Yū Nishinoya |
| 32 | 4 lipca 2018 | ISBN 978-4-08-881511-4 | 7 maja 2019 | ISBN 978-1-9747-0505-4 | | |
| Lista rozdziałów - 279. Ai (jap. 愛) - 280. Concept (jap. コンセプト Konseputo) - 281. Hāken (jap. ハーケン) - 282. Meshi (jap. メシ) - 283. Shinjō (jap. 信条) - 284. Tsunagu (jap. ツナグ) - 285. Shizukanaru ō no tanjō (jap. 静かなる王の誕生) - 286. Shinrai (jap. 脅迫) - 287. Anti-kiseki (jap. アンチ奇跡 Anchi-kiseki) | Lista rozdziałów - 279. Ai (jap. 愛) - 280. Concept (jap. コンセプト Konseputo) - 281. Hāken (jap. ハーケン) - 282. Meshi (jap. メシ) - 283. Shinjō (jap. 信条) - 284. Tsunagu (jap. ツナグ) - 285. Shizukanaru ō no tanjō (jap. 静かなる王の誕生) - 286. Shinrai (jap. 脅迫) - 287. Anti-kiseki (jap. アンチ奇跡 Anchi-kiseki) | Lista rozdziałów - 279. Ai (jap. 愛) - 280. Concept (jap. コンセプト Konseputo) - 281. Hāken (jap. ハーケン) - 282. Meshi (jap. メシ) - 283. Shinjō (jap. 信条) - 284. Tsunagu (jap. ツナグ) - 285. Shizukanaru ō no tanjō (jap. 静かなる王の誕生) - 286. Shinrai (jap. 脅迫) - 287. Anti-kiseki (jap. アンチ奇跡 Anchi-kiseki) | Lista rozdziałów - 279. Ai (jap. 愛) - 280. Concept (jap. コンセプト Konseputo) - 281. Hāken (jap. ハーケン) - 282. Meshi (jap. メシ) - 283. Shinjō (jap. 信条) - 284. Tsunagu (jap. ツナグ) - 285. Shizukanaru ō no tanjō (jap. 静かなる王の誕生) - 286. Shinrai (jap. 脅迫) - 287. Anti-kiseki (jap. アンチ奇跡 Anchi-kiseki) | TytułHāken (jap. ハーケン) Postacie z okładki - Drużyna siatkarska Liceum Inarizaki | TytułHāken (jap. ハーケン) Postacie z okładki - Drużyna siatkarska Liceum Inarizaki | TytułHāken (jap. ハーケン) Postacie z okładki - Drużyna siatkarska Liceum Inarizaki |
| 33 | 3 sierpnia 2018 | ISBN 978-4-08-881538-1 | 2 lipca 2019 | ISBN 978-1-9747-0743-0 | | |
| Lista rozdziałów - 288. Kūfuku no densen (jap. 空腹の伝染) - 289. "Raku 2" (jap. “楽”・2) - 290. Bakemon-tachi no utage (jap. バケモンたちの宴) - 291. Henka no hi (jap. 変化の日) - 292. Itsu no yoru mo nidotonai (jap. いつの夜も二度と無い) - 293. Yakusoku no chi (jap. 約束の地) - 294. Gomi suteba no kessen (jap. ゴミ捨て場の決戦) - 295. Bake karasu (jap. 化け烏) - 296. Tōji shinkō (jap. 同時進行) - S22. Kyūtotsubi (jap. 休突日) - S23. Kinen satsuei (jap. 記念撮影) | Lista rozdziałów - 288. Kūfuku no densen (jap. 空腹の伝染) - 289. "Raku 2" (jap. “楽”・2) - 290. Bakemon-tachi no utage (jap. バケモンたちの宴) - 291. Henka no hi (jap. 変化の日) - 292. Itsu no yoru mo nidotonai (jap. いつの夜も二度と無い) - 293. Yakusoku no chi (jap. 約束の地) - 294. Gomi suteba no kessen (jap. ゴミ捨て場の決戦) - 295. Bake karasu (jap. 化け烏) - 296. Tōji shinkō (jap. 同時進行) - S22. Kyūtotsubi (jap. 休突日) - S23. Kinen satsuei (jap. 記念撮影) | Lista rozdziałów - 288. Kūfuku no densen (jap. 空腹の伝染) - 289. "Raku 2" (jap. “楽”・2) - 290. Bakemon-tachi no utage (jap. バケモンたちの宴) - 291. Henka no hi (jap. 変化の日) - 292. Itsu no yoru mo nidotonai (jap. いつの夜も二度と無い) - 293. Yakusoku no chi (jap. 約束の地) - 294. Gomi suteba no kessen (jap. ゴミ捨て場の決戦) - 295. Bake karasu (jap. 化け烏) - 296. Tōji shinkō (jap. 同時進行) - S22. Kyūtotsubi (jap. 休突日) - S23. Kinen satsuei (jap. 記念撮影) | Lista rozdziałów - 288. Kūfuku no densen (jap. 空腹の伝染) - 289. "Raku 2" (jap. “楽”・2) - 290. Bakemon-tachi no utage (jap. バケモンたちの宴) - 291. Henka no hi (jap. 変化の日) - 292. Itsu no yoru mo nidotonai (jap. いつの夜も二度と無い) - 293. Yakusoku no chi (jap. 約束の地) - 294. Gomi suteba no kessen (jap. ゴミ捨て場の決戦) - 295. Bake karasu (jap. 化け烏) - 296. Tōji shinkō (jap. 同時進行) - S22. Kyūtotsubi (jap. 休突日) - S23. Kinen satsuei (jap. 記念撮影) | TytułBakemon-tachi no utage (jap. バケモンたちの宴) Postacie z okładki - Shōyō Hinata | TytułBakemon-tachi no utage (jap. バケモンたちの宴) Postacie z okładki - Shōyō Hinata | TytułBakemon-tachi no utage (jap. バケモンたちの宴) Postacie z okładki - Shōyō Hinata |
| 34 | 4 października 2018 | ISBN 978-4-08-881589-3 | 3 września 2019 | ISBN 978-1-9747-0780-5 | | |
| Lista rozdziałów - 297. Shitei (jap. 師弟) - 298. Shirube (jap. 導) - 299. Chitsujo to muchitsujo (jap. 秩序と無秩序) - 300. Wakuwaku (jap. わくわく) - 301. Jiwajiwa (jap. じわじわ) - 302. Neko no tsume (jap. 猫の爪) - 303. Kirai (jap. 嫌い) - 304. Ten no torikata (jap. 点のとりかた) - 305. Ippo susunde niho dasshu (jap. 1步進んで2步ダツシュ) - S24. Haikyū‼ x Let's! Haikyū!? (jap. 「ハイキュー‼︎」ｘ「れっつ! ハイキュー⁉︎」) | Lista rozdziałów - 297. Shitei (jap. 師弟) - 298. Shirube (jap. 導) - 299. Chitsujo to muchitsujo (jap. 秩序と無秩序) - 300. Wakuwaku (jap. わくわく) - 301. Jiwajiwa (jap. じわじわ) - 302. Neko no tsume (jap. 猫の爪) - 303. Kirai (jap. 嫌い) - 304. Ten no torikata (jap. 点のとりかた) - 305. Ippo susunde niho dasshu (jap. 1步進んで2步ダツシュ) - S24. Haikyū‼ x Let's! Haikyū!? (jap. 「ハイキュー‼︎」ｘ「れっつ! ハイキュー⁉︎」) | Lista rozdziałów - 297. Shitei (jap. 師弟) - 298. Shirube (jap. 導) - 299. Chitsujo to muchitsujo (jap. 秩序と無秩序) - 300. Wakuwaku (jap. わくわく) - 301. Jiwajiwa (jap. じわじわ) - 302. Neko no tsume (jap. 猫の爪) - 303. Kirai (jap. 嫌い) - 304. Ten no torikata (jap. 点のとりかた) - 305. Ippo susunde niho dasshu (jap. 1步進んで2步ダツシュ) - S24. Haikyū‼ x Let's! Haikyū!? (jap. 「ハイキュー‼︎」ｘ「れっつ! ハイキュー⁉︎」) | Lista rozdziałów - 297. Shitei (jap. 師弟) - 298. Shirube (jap. 導) - 299. Chitsujo to muchitsujo (jap. 秩序と無秩序) - 300. Wakuwaku (jap. わくわく) - 301. Jiwajiwa (jap. じわじわ) - 302. Neko no tsume (jap. 猫の爪) - 303. Kirai (jap. 嫌い) - 304. Ten no torikata (jap. 点のとりかた) - 305. Ippo susunde niho dasshu (jap. 1步進んで2步ダツシュ) - S24. Haikyū‼ x Let's! Haikyū!? (jap. 「ハイキュー‼︎」ｘ「れっつ! ハイキュー⁉︎」) | TytułNeko no tsume (jap. 猫の爪) Postacie z okładki - Drużyna siatkarska Liceum Nekoma | TytułNeko no tsume (jap. 猫の爪) Postacie z okładki - Drużyna siatkarska Liceum Nekoma | TytułNeko no tsume (jap. 猫の爪) Postacie z okładki - Drużyna siatkarska Liceum Nekoma |
| 35 | 4 grudnia 2018 | ISBN 978-4-08-881647-0 | 5 listopada 2019 | ISBN 978-1-9747-0945-8 | | |
| Lista rozdziałów - 306. Shōjun (jap. 照準) - 307. Nebari (jap. 粘り) - 308. Hari to daiken (jap. 針と大剣) - 309. Yūhatsu (jap. 誘発) - 310. Torikago (jap. 鳥籠) - 311. Oshimai no kanashimi (jap. おしまいの悲しみ) - 312. Shōjun 2 (jap. 照準・２) - 313. "Akiramenai" tte kuchide iu hodo kantan na koto janai (jap. 「諦めない」って口で言う程簡単な事じゃない) - 314. Saikyō no mikata 2 (jap. 最強の味方・２) - S25. Shōgaku 2-nensei (jap. 小学2年生) | Lista rozdziałów - 306. Shōjun (jap. 照準) - 307. Nebari (jap. 粘り) - 308. Hari to daiken (jap. 針と大剣) - 309. Yūhatsu (jap. 誘発) - 310. Torikago (jap. 鳥籠) - 311. Oshimai no kanashimi (jap. おしまいの悲しみ) - 312. Shōjun 2 (jap. 照準・２) - 313. "Akiramenai" tte kuchide iu hodo kantan na koto janai (jap. 「諦めない」って口で言う程簡単な事じゃない) - 314. Saikyō no mikata 2 (jap. 最強の味方・２) - S25. Shōgaku 2-nensei (jap. 小学2年生) | Lista rozdziałów - 306. Shōjun (jap. 照準) - 307. Nebari (jap. 粘り) - 308. Hari to daiken (jap. 針と大剣) - 309. Yūhatsu (jap. 誘発) - 310. Torikago (jap. 鳥籠) - 311. Oshimai no kanashimi (jap. おしまいの悲しみ) - 312. Shōjun 2 (jap. 照準・２) - 313. "Akiramenai" tte kuchide iu hodo kantan na koto janai (jap. 「諦めない」って口で言う程簡単な事じゃない) - 314. Saikyō no mikata 2 (jap. 最強の味方・２) - S25. Shōgaku 2-nensei (jap. 小学2年生) | Lista rozdziałów - 306. Shōjun (jap. 照準) - 307. Nebari (jap. 粘り) - 308. Hari to daiken (jap. 針と大剣) - 309. Yūhatsu (jap. 誘発) - 310. Torikago (jap. 鳥籠) - 311. Oshimai no kanashimi (jap. おしまいの悲しみ) - 312. Shōjun 2 (jap. 照準・２) - 313. "Akiramenai" tte kuchide iu hodo kantan na koto janai (jap. 「諦めない」って口で言う程簡単な事じゃない) - 314. Saikyō no mikata 2 (jap. 最強の味方・２) - S25. Shōgaku 2-nensei (jap. 小学2年生) | TytułTorikago (jap. 鳥籠) Postacie z okładki - Kenma Kozume | TytułTorikago (jap. 鳥籠) Postacie z okładki - Kenma Kozume | TytułTorikago (jap. 鳥籠) Postacie z okładki - Kenma Kozume |
| 36 | 4 lutego 2019 | ISBN 978-4-08-881717-0 | 7 stycznia 2020 | ISBN 978-1-9747-1072-0 | | |
| Lista rozdziałów - 315. Kōgeki (jap. こうげき) - 316. Rival 2 (jap. ライバル・２ Raibaru 2) - 317. Appudēto (jap. 更新) - 318. Aibō (jap. 相棒) - 319. Guardians (jap. ガーディアンス Gādiansu) - 320. Shitei 2 (jap. 師弟・２) - 321. Kinjū kakuchiku (jap. 禽獣角逐) - 322. Kachi (jap. 勝ち) | Lista rozdziałów - 315. Kōgeki (jap. こうげき) - 316. Rival 2 (jap. ライバル・２ Raibaru 2) - 317. Appudēto (jap. 更新) - 318. Aibō (jap. 相棒) - 319. Guardians (jap. ガーディアンス Gādiansu) - 320. Shitei 2 (jap. 師弟・２) - 321. Kinjū kakuchiku (jap. 禽獣角逐) - 322. Kachi (jap. 勝ち) | Lista rozdziałów - 315. Kōgeki (jap. こうげき) - 316. Rival 2 (jap. ライバル・２ Raibaru 2) - 317. Appudēto (jap. 更新) - 318. Aibō (jap. 相棒) - 319. Guardians (jap. ガーディアンス Gādiansu) - 320. Shitei 2 (jap. 師弟・２) - 321. Kinjū kakuchiku (jap. 禽獣角逐) - 322. Kachi (jap. 勝ち) | Lista rozdziałów - 315. Kōgeki (jap. こうげき) - 316. Rival 2 (jap. ライバル・２ Raibaru 2) - 317. Appudēto (jap. 更新) - 318. Aibō (jap. 相棒) - 319. Guardians (jap. ガーディアンス Gādiansu) - 320. Shitei 2 (jap. 師弟・２) - 321. Kinjū kakuchiku (jap. 禽獣角逐) - 322. Kachi (jap. 勝ち) | TytułOre no kachi (jap. おれの勝ち) Postacie z okładki - Shōyō Hinata - Kenma Kozume | TytułOre no kachi (jap. おれの勝ち) Postacie z okładki - Shōyō Hinata - Kenma Kozume | TytułOre no kachi (jap. おれの勝ち) Postacie z okładki - Shōyō Hinata - Kenma Kozume |
| 37 | 4 kwietnia 2019 | ISBN 978-4-08-881793-4 | 3 marca 2020 | ISBN 978-1-9747-1169-7 | | |
| Lista rozdziałów - 323. Last battle (jap. ラストバトル Rasuto batoru) - 324. Matsuri no owari (jap. 祭の終わり) - 325. Gomisuteba no yakusoku (jap. ゴミ捨て場の約束) - 326. Gogo (jap. 午後) - 327. Volley no mushitachi (jap. バレーの虫たち Barē no mushitachi) - 328. Make rarenai tatakai (jap. 負けられない戦い) - 329. Zenkoku sandai ēsu (jap. 全国三大エース) - 330. Ace no sadame (jap. エースのさだめ Ēsu no sadame) - 331. Ace no mezame (jap. エースのめざめ Ēsu no mezame) - S26. Couple-tachi (jap. カップルたち Kappuru-tachi) | Lista rozdziałów - 323. Last battle (jap. ラストバトル Rasuto batoru) - 324. Matsuri no owari (jap. 祭の終わり) - 325. Gomisuteba no yakusoku (jap. ゴミ捨て場の約束) - 326. Gogo (jap. 午後) - 327. Volley no mushitachi (jap. バレーの虫たち Barē no mushitachi) - 328. Make rarenai tatakai (jap. 負けられない戦い) - 329. Zenkoku sandai ēsu (jap. 全国三大エース) - 330. Ace no sadame (jap. エースのさだめ Ēsu no sadame) - 331. Ace no mezame (jap. エースのめざめ Ēsu no mezame) - S26. Couple-tachi (jap. カップルたち Kappuru-tachi) | Lista rozdziałów - 323. Last battle (jap. ラストバトル Rasuto batoru) - 324. Matsuri no owari (jap. 祭の終わり) - 325. Gomisuteba no yakusoku (jap. ゴミ捨て場の約束) - 326. Gogo (jap. 午後) - 327. Volley no mushitachi (jap. バレーの虫たち Barē no mushitachi) - 328. Make rarenai tatakai (jap. 負けられない戦い) - 329. Zenkoku sandai ēsu (jap. 全国三大エース) - 330. Ace no sadame (jap. エースのさだめ Ēsu no sadame) - 331. Ace no mezame (jap. エースのめざめ Ēsu no mezame) - S26. Couple-tachi (jap. カップルたち Kappuru-tachi) | Lista rozdziałów - 323. Last battle (jap. ラストバトル Rasuto batoru) - 324. Matsuri no owari (jap. 祭の終わり) - 325. Gomisuteba no yakusoku (jap. ゴミ捨て場の約束) - 326. Gogo (jap. 午後) - 327. Volley no mushitachi (jap. バレーの虫たち Barē no mushitachi) - 328. Make rarenai tatakai (jap. 負けられない戦い) - 329. Zenkoku sandai ēsu (jap. 全国三大エース) - 330. Ace no sadame (jap. エースのさだめ Ēsu no sadame) - 331. Ace no mezame (jap. エースのめざめ Ēsu no mezame) - S26. Couple-tachi (jap. カップルたち Kappuru-tachi) | TytułMatsuri no owari (jap. 祭の終わり) Postacie z okładki - Tetsurō Kuroo (młody) - Kenma Kozume (młody)                                                                                 | TytułMatsuri no owari (jap. 祭の終わり) Postacie z okładki - Tetsurō Kuroo (młody) - Kenma Kozume (młody)                                                                                 | TytułMatsuri no owari (jap. 祭の終わり) Postacie z okładki - Tetsurō Kuroo (młody) - Kenma Kozume (młody)                                                                                 |
| 38 | 4 czerwca 2019 | ISBN 978-4-08-881863-4 | 5 maja 2020 | ISBN 978-1-9747-1257-1 | | |
| Lista rozdziałów - 332. Star (jap. スター Sutā) - 333. Task focus (jap. タスクフォーカス Tasuku fōkasu) - 334. Negative genkai toppa (jap. ネガティヴ限界突破 Negatibu genkai toppa) - 335. Muchū (jap. 夢中) - 336. Bakemono-tachi no yuku tokoro (jap. バケモノたちの行くところ) - 337. Tsugi (jap. 次) - 338. Chīsana kyojin kettei-sen (jap. 小さな巨人決定戦) - 339. Ninchi (jap. 認知) - 340. Meramera (jap. メラメラ) | Lista rozdziałów - 332. Star (jap. スター Sutā) - 333. Task focus (jap. タスクフォーカス Tasuku fōkasu) - 334. Negative genkai toppa (jap. ネガティヴ限界突破 Negatibu genkai toppa) - 335. Muchū (jap. 夢中) - 336. Bakemono-tachi no yuku tokoro (jap. バケモノたちの行くところ) - 337. Tsugi (jap. 次) - 338. Chīsana kyojin kettei-sen (jap. 小さな巨人決定戦) - 339. Ninchi (jap. 認知) - 340. Meramera (jap. メラメラ) | Lista rozdziałów - 332. Star (jap. スター Sutā) - 333. Task focus (jap. タスクフォーカス Tasuku fōkasu) - 334. Negative genkai toppa (jap. ネガティヴ限界突破 Negatibu genkai toppa) - 335. Muchū (jap. 夢中) - 336. Bakemono-tachi no yuku tokoro (jap. バケモノたちの行くところ) - 337. Tsugi (jap. 次) - 338. Chīsana kyojin kettei-sen (jap. 小さな巨人決定戦) - 339. Ninchi (jap. 認知) - 340. Meramera (jap. メラメラ) | Lista rozdziałów - 332. Star (jap. スター Sutā) - 333. Task focus (jap. タスクフォーカス Tasuku fōkasu) - 334. Negative genkai toppa (jap. ネガティヴ限界突破 Negatibu genkai toppa) - 335. Muchū (jap. 夢中) - 336. Bakemono-tachi no yuku tokoro (jap. バケモノたちの行くところ) - 337. Tsugi (jap. 次) - 338. Chīsana kyojin kettei-sen (jap. 小さな巨人決定戦) - 339. Ninchi (jap. 認知) - 340. Meramera (jap. メラメラ) | TytułTask focus (jap. タスクフォーカス Tasuku fōkasu) Postacie z okładki - Drużyna siatkarska Akademii Fukurōdani                                                                         | TytułTask focus (jap. タスクフォーカス Tasuku fōkasu) Postacie z okładki - Drużyna siatkarska Akademii Fukurōdani                                                                         | TytułTask focus (jap. タスクフォーカス Tasuku fōkasu) Postacie z okładki - Drużyna siatkarska Akademii Fukurōdani                                                                         |
| 39 | 4 września 2019 | ISBN 978-4-08-882053-8 | 7 lipca 2020 | ISBN 978-1-9747-1527-5 | | |
| Lista rozdziałów - 341. Kazura (jap. 蔓) - 342. Risei (jap. 理性) - 343. Chīsana kyojin (jap. 小さな巨人) - 344. Ichiridzuka (jap. 一里塚) - 345. Hishi hishi (jap. 犇犇) - 346. Omowaku (jap. 思惑) - 347. Kazaana (jap. 風穴) - 348. Kōryaku no kōryaku (jap. 攻略の攻略) - 349. Teikū hikō (jap. 低空飛行) | Lista rozdziałów - 341. Kazura (jap. 蔓) - 342. Risei (jap. 理性) - 343. Chīsana kyojin (jap. 小さな巨人) - 344. Ichiridzuka (jap. 一里塚) - 345. Hishi hishi (jap. 犇犇) - 346. Omowaku (jap. 思惑) - 347. Kazaana (jap. 風穴) - 348. Kōryaku no kōryaku (jap. 攻略の攻略) - 349. Teikū hikō (jap. 低空飛行) | Lista rozdziałów - 341. Kazura (jap. 蔓) - 342. Risei (jap. 理性) - 343. Chīsana kyojin (jap. 小さな巨人) - 344. Ichiridzuka (jap. 一里塚) - 345. Hishi hishi (jap. 犇犇) - 346. Omowaku (jap. 思惑) - 347. Kazaana (jap. 風穴) - 348. Kōryaku no kōryaku (jap. 攻略の攻略) - 349. Teikū hikō (jap. 低空飛行) | Lista rozdziałów - 341. Kazura (jap. 蔓) - 342. Risei (jap. 理性) - 343. Chīsana kyojin (jap. 小さな巨人) - 344. Ichiridzuka (jap. 一里塚) - 345. Hishi hishi (jap. 犇犇) - 346. Omowaku (jap. 思惑) - 347. Kazaana (jap. 風穴) - 348. Kōryaku no kōryaku (jap. 攻略の攻略) - 349. Teikū hikō (jap. 低空飛行) | TytułChīsana kyojin (jap. 小さな巨人) Postacie z okładki - Kōrai Hoshiumi | TytułChīsana kyojin (jap. 小さな巨人) Postacie z okładki - Kōrai Hoshiumi | TytułChīsana kyojin (jap. 小さな巨人) Postacie z okładki - Kōrai Hoshiumi |
| 40 | 1 listopada 2019 | ISBN 978-4-08-882104-7 | 1 września 2020 | ISBN 978-1-9747-1730-9 | | |
| Lista rozdziałów - 350. Jiyū to fujiyū (jap. 自由と不自由) - 351. Migaru (jap. 身軽) - 352. Kōtei (jap. 肯定) - 353. Shizukana kakusei (jap. 静かな覚醒) - 354. Nakama no tameni ganbaro (jap. 仲間のためにがんばろ) - 355. Sai chōsen (jap. 再挑戦) - 356. Shikō tairyoku (jap. 思考体力) - 357. Shirube 2 (jap. 導・２) | Lista rozdziałów - 350. Jiyū to fujiyū (jap. 自由と不自由) - 351. Migaru (jap. 身軽) - 352. Kōtei (jap. 肯定) - 353. Shizukana kakusei (jap. 静かな覚醒) - 354. Nakama no tameni ganbaro (jap. 仲間のためにがんばろ) - 355. Sai chōsen (jap. 再挑戦) - 356. Shikō tairyoku (jap. 思考体力) - 357. Shirube 2 (jap. 導・２) | Lista rozdziałów - 350. Jiyū to fujiyū (jap. 自由と不自由) - 351. Migaru (jap. 身軽) - 352. Kōtei (jap. 肯定) - 353. Shizukana kakusei (jap. 静かな覚醒) - 354. Nakama no tameni ganbaro (jap. 仲間のためにがんばろ) - 355. Sai chōsen (jap. 再挑戦) - 356. Shikō tairyoku (jap. 思考体力) - 357. Shirube 2 (jap. 導・２) | Lista rozdziałów - 350. Jiyū to fujiyū (jap. 自由と不自由) - 351. Migaru (jap. 身軽) - 352. Kōtei (jap. 肯定) - 353. Shizukana kakusei (jap. 静かな覚醒) - 354. Nakama no tameni ganbaro (jap. 仲間のためにがんばろ) - 355. Sai chōsen (jap. 再挑戦) - 356. Shikō tairyoku (jap. 思考体力) - 357. Shirube 2 (jap. 導・２) | TytułKōtei (jap. 肯定) Postacie z okładki - Asahi Azumane | TytułKōtei (jap. 肯定) Postacie z okładki - Asahi Azumane | TytułKōtei (jap. 肯定) Postacie z okładki - Asahi Azumane |
| 41 | 4 stycznia 2020 | ISBN 978-4-08-882177-1 | 3 listopada 2020 | ISBN 978-1-9747-1812-2 | | |
| Lista rozdziałów - 358. Kamome (jap. カモメ) - 359. Tate no naka no hoko, hoko no naka no tate (jap. 盾の中の矛, 矛の中の盾) - 360. Oshie (jap. 教え) - 361. "Itadaki no keshiki" 2 (jap. “頂の景色”・２) - 362. Chīsana no kyōjin VS (jap. 小さなの巨人VS) - 363. Chīsana kyojin VS Saikyō no otori (jap. 小さな巨人 VS 最強の囮) - 364. Hitori janakereba (jap. 一人じゃなければ) - 365. Owari to hajimari 2 (jap. 終わりと始まり・２) | Lista rozdziałów - 358. Kamome (jap. カモメ) - 359. Tate no naka no hoko, hoko no naka no tate (jap. 盾の中の矛, 矛の中の盾) - 360. Oshie (jap. 教え) - 361. "Itadaki no keshiki" 2 (jap. “頂の景色”・２) - 362. Chīsana no kyōjin VS (jap. 小さなの巨人VS) - 363. Chīsana kyojin VS Saikyō no otori (jap. 小さな巨人 VS 最強の囮) - 364. Hitori janakereba (jap. 一人じゃなければ) - 365. Owari to hajimari 2 (jap. 終わりと始まり・２) | Lista rozdziałów - 358. Kamome (jap. カモメ) - 359. Tate no naka no hoko, hoko no naka no tate (jap. 盾の中の矛, 矛の中の盾) - 360. Oshie (jap. 教え) - 361. "Itadaki no keshiki" 2 (jap. “頂の景色”・２) - 362. Chīsana no kyōjin VS (jap. 小さなの巨人VS) - 363. Chīsana kyojin VS Saikyō no otori (jap. 小さな巨人 VS 最強の囮) - 364. Hitori janakereba (jap. 一人じゃなければ) - 365. Owari to hajimari 2 (jap. 終わりと始まり・２) | Lista rozdziałów - 358. Kamome (jap. カモメ) - 359. Tate no naka no hoko, hoko no naka no tate (jap. 盾の中の矛, 矛の中の盾) - 360. Oshie (jap. 教え) - 361. "Itadaki no keshiki" 2 (jap. “頂の景色”・２) - 362. Chīsana no kyōjin VS (jap. 小さなの巨人VS) - 363. Chīsana kyojin VS Saikyō no otori (jap. 小さな巨人 VS 最強の囮) - 364. Hitori janakereba (jap. 一人じゃなければ) - 365. Owari to hajimari 2 (jap. 終わりと始まり・２) | TytułChīsana no kyōjin VS (jap. 小さなの巨人VS) Postacie z okładki - Shōyō Hinata - Kōrai Hoshiumi                                                                                        | TytułChīsana no kyōjin VS (jap. 小さなの巨人VS) Postacie z okładki - Shōyō Hinata - Kōrai Hoshiumi                                                                                        | TytułChīsana no kyōjin VS (jap. 小さなの巨人VS) Postacie z okładki - Shōyō Hinata - Kōrai Hoshiumi                                                                                        |
| 42 | 4 marca 2020 | ISBN 978-4-08-882228-0 | 5 stycznia 2021 | ISBN 978-1-9747-1975-4 | | |
| Lista rozdziałów - 366. Mitsumeru (jap. みつめる) - 367. Oretachi no haru ga owaru (jap. 俺たちの春が終わる) - 368. Nanimono (jap. なにもの) - 369. Meshi to kin'niku (jap. 飯と筋肉) - 370. Chōsensha (jap. 挑戦者) - 371. Chikyū no uragawa de (jap. 地球の裏側で) - 372. Mō 1-ri no chōsensha (jap. もう1人の挑戦者) - 373. Sensen fukoku 2 (jap. 宣戦布告・２) - 374. Shoshi (jap. 初志) | Lista rozdziałów - 366. Mitsumeru (jap. みつめる) - 367. Oretachi no haru ga owaru (jap. 俺たちの春が終わる) - 368. Nanimono (jap. なにもの) - 369. Meshi to kin'niku (jap. 飯と筋肉) - 370. Chōsensha (jap. 挑戦者) - 371. Chikyū no uragawa de (jap. 地球の裏側で) - 372. Mō 1-ri no chōsensha (jap. もう1人の挑戦者) - 373. Sensen fukoku 2 (jap. 宣戦布告・２) - 374. Shoshi (jap. 初志) | Lista rozdziałów - 366. Mitsumeru (jap. みつめる) - 367. Oretachi no haru ga owaru (jap. 俺たちの春が終わる) - 368. Nanimono (jap. なにもの) - 369. Meshi to kin'niku (jap. 飯と筋肉) - 370. Chōsensha (jap. 挑戦者) - 371. Chikyū no uragawa de (jap. 地球の裏側で) - 372. Mō 1-ri no chōsensha (jap. もう1人の挑戦者) - 373. Sensen fukoku 2 (jap. 宣戦布告・２) - 374. Shoshi (jap. 初志) | Lista rozdziałów - 366. Mitsumeru (jap. みつめる) - 367. Oretachi no haru ga owaru (jap. 俺たちの春が終わる) - 368. Nanimono (jap. なにもの) - 369. Meshi to kin'niku (jap. 飯と筋肉) - 370. Chōsensha (jap. 挑戦者) - 371. Chikyū no uragawa de (jap. 地球の裏側で) - 372. Mō 1-ri no chōsensha (jap. もう1人の挑戦者) - 373. Sensen fukoku 2 (jap. 宣戦布告・２) - 374. Shoshi (jap. 初志) | TytułNanimono (jap. なにもの) Postacie z okładki - Shōyō Hinata | TytułNanimono (jap. なにもの) Postacie z okładki - Shōyō Hinata | TytułNanimono (jap. なにもの) Postacie z okładki - Shōyō Hinata |
| Nota: ISBN 978-4-08-908369-7 w przypadku edycji specjalnej z płytą DVD zawierającą animację poklatkową. | | | | | | |
| 43 | 13 maja 2020 | ISBN 978-4-08-882283-9 | 2 marca 2021 | ISBN 978-1-9747-2098-9 | | |
| Lista rozdziałów - 375. Migaku (jap. 磨く) - 376. Beach volleyball (jap. ビーチバレーボール Bīchi barēbōru) - 377. Kikoku! (jap. 帰国！) - 378. Last boss (jap. ラスボス Rasu bosu) - 379. Yōkai dai-sensō (jap. 妖怪大戦争) - 380. Go aisatsu 2 (jap. ごあいさつ・２) - 381. Goetsu dōshū (jap. 呉越同舟) - 382. Hyakki yakō (jap. 百鬼夜行) - 383. Superstar (jap. スーパースター Sūpāsutā) - 384. Saikyō no otori 2 (jap. 最強の囮・２) | Lista rozdziałów - 375. Migaku (jap. 磨く) - 376. Beach volleyball (jap. ビーチバレーボール Bīchi barēbōru) - 377. Kikoku! (jap. 帰国！) - 378. Last boss (jap. ラスボス Rasu bosu) - 379. Yōkai dai-sensō (jap. 妖怪大戦争) - 380. Go aisatsu 2 (jap. ごあいさつ・２) - 381. Goetsu dōshū (jap. 呉越同舟) - 382. Hyakki yakō (jap. 百鬼夜行) - 383. Superstar (jap. スーパースター Sūpāsutā) - 384. Saikyō no otori 2 (jap. 最強の囮・２) | Lista rozdziałów - 375. Migaku (jap. 磨く) - 376. Beach volleyball (jap. ビーチバレーボール Bīchi barēbōru) - 377. Kikoku! (jap. 帰国！) - 378. Last boss (jap. ラスボス Rasu bosu) - 379. Yōkai dai-sensō (jap. 妖怪大戦争) - 380. Go aisatsu 2 (jap. ごあいさつ・２) - 381. Goetsu dōshū (jap. 呉越同舟) - 382. Hyakki yakō (jap. 百鬼夜行) - 383. Superstar (jap. スーパースター Sūpāsutā) - 384. Saikyō no otori 2 (jap. 最強の囮・２) | Lista rozdziałów - 375. Migaku (jap. 磨く) - 376. Beach volleyball (jap. ビーチバレーボール Bīchi barēbōru) - 377. Kikoku! (jap. 帰国！) - 378. Last boss (jap. ラスボス Rasu bosu) - 379. Yōkai dai-sensō (jap. 妖怪大戦争) - 380. Go aisatsu 2 (jap. ごあいさつ・２) - 381. Goetsu dōshū (jap. 呉越同舟) - 382. Hyakki yakō (jap. 百鬼夜行) - 383. Superstar (jap. スーパースター Sūpāsutā) - 384. Saikyō no otori 2 (jap. 最強の囮・２) | TytułLast boss (jap. ラスボス Rasu bosu) Postacie z okładki - Tobio Kageyama - Kōrai Hoshiumi - Wakatoshi Ushijima                                                                        | TytułLast boss (jap. ラスボス Rasu bosu) Postacie z okładki - Tobio Kageyama - Kōrai Hoshiumi - Wakatoshi Ushijima                                                                        | TytułLast boss (jap. ラスボス Rasu bosu) Postacie z okładki - Tobio Kageyama - Kōrai Hoshiumi - Wakatoshi Ushijima                                                                        |
| 44 | 4 sierpnia 2020 | ISBN 978-4-08-882348-5 | 4 maja 2021 | ISBN 978-1-9747-2283-9 | | |
| Lista rozdziałów - 385. "Tension ga agaru to dōji ni kuyashisa mo kanjimasu" (jap. 「テンションが上がると同時に悔しさも感かんじます」 "Tenshon ga agaru to dōji ni kuyashisa mo kanjimasu") - 386. Jiyū (jap. 自由) - 387. Saikyō no teki (jap. 最強の敵) - 388. Saikyō no teki 2 (jap. 最強の敵・２) - 389. Court-jō no ōsama 2 (jap. コート上の王様・２ Kōto-jō no ōsama 2) - 390. Saikyō no chōsensha 2 (jap. 最強の挑戦者・２) - 391. Omoide nanka (jap. 思い出なんか) - 392. Tada no Star (jap. ただのスター Tada no sutā) - 393. Ichiban nori no otoko (jap. 一番乗りの男) | Lista rozdziałów - 385. "Tension ga agaru to dōji ni kuyashisa mo kanjimasu" (jap. 「テンションが上がると同時に悔しさも感かんじます」 "Tenshon ga agaru to dōji ni kuyashisa mo kanjimasu") - 386. Jiyū (jap. 自由) - 387. Saikyō no teki (jap. 最強の敵) - 388. Saikyō no teki 2 (jap. 最強の敵・２) - 389. Court-jō no ōsama 2 (jap. コート上の王様・２ Kōto-jō no ōsama 2) - 390. Saikyō no chōsensha 2 (jap. 最強の挑戦者・２) - 391. Omoide nanka (jap. 思い出なんか) - 392. Tada no Star (jap. ただのスター Tada no sutā) - 393. Ichiban nori no otoko (jap. 一番乗りの男) | Lista rozdziałów - 385. "Tension ga agaru to dōji ni kuyashisa mo kanjimasu" (jap. 「テンションが上がると同時に悔しさも感かんじます」 "Tenshon ga agaru to dōji ni kuyashisa mo kanjimasu") - 386. Jiyū (jap. 自由) - 387. Saikyō no teki (jap. 最強の敵) - 388. Saikyō no teki 2 (jap. 最強の敵・２) - 389. Court-jō no ōsama 2 (jap. コート上の王様・２ Kōto-jō no ōsama 2) - 390. Saikyō no chōsensha 2 (jap. 最強の挑戦者・２) - 391. Omoide nanka (jap. 思い出なんか) - 392. Tada no Star (jap. ただのスター Tada no sutā) - 393. Ichiban nori no otoko (jap. 一番乗りの男) | Lista rozdziałów - 385. "Tension ga agaru to dōji ni kuyashisa mo kanjimasu" (jap. 「テンションが上がると同時に悔しさも感かんじます」 "Tenshon ga agaru to dōji ni kuyashisa mo kanjimasu") - 386. Jiyū (jap. 自由) - 387. Saikyō no teki (jap. 最強の敵) - 388. Saikyō no teki 2 (jap. 最強の敵・２) - 389. Court-jō no ōsama 2 (jap. コート上の王様・２ Kōto-jō no ōsama 2) - 390. Saikyō no chōsensha 2 (jap. 最強の挑戦者・２) - 391. Omoide nanka (jap. 思い出なんか) - 392. Tada no Star (jap. ただのスター Tada no sutā) - 393. Ichiban nori no otoko (jap. 一番乗りの男) | TytułSaikyō no teki (jap. 最強の敵) Postacie z okładki - Shōyō Hinata - Kōtarō Bokuto - Kiyoomi Sakusa - Atsumu Miya                                                                      | TytułSaikyō no teki (jap. 最強の敵) Postacie z okładki - Shōyō Hinata - Kōtarō Bokuto - Kiyoomi Sakusa - Atsumu Miya                                                                      | TytułSaikyō no teki (jap. 最強の敵) Postacie z okładki - Shōyō Hinata - Kōtarō Bokuto - Kiyoomi Sakusa - Atsumu Miya                                                                      |
| 45 | 4 listopada 2020 | ISBN 978-4-08-882471-0 | 3 sierpnia 2021 | ISBN 978-1-9747-2364-5 | | |
| Lista rozdziałów - 394. Kōun'na warera (jap. 幸運な我ら) - 395. Kōun'na warera 2 (jap. 幸運な我ら・２) - 396. Kūfuku 2 (jap. 空腹・2) - 397. ▷ Tsudzuki kara hajimeru (jap. ▷つづきからはじめる) - 398. Tōki ni iku wa kanarazu chikaki yori su (jap. 遠きに行くは必ず邇きよりす) - 399. Keshin (jap. 化身) - 400. Yōkai dai-sensō 2 (jap. 妖怪大戦争・２) - 401. Yakusoku (jap. 約束) - 402. Chōsensha-tachi (jap. 挑戦者たち) | Lista rozdziałów - 394. Kōun'na warera (jap. 幸運な我ら) - 395. Kōun'na warera 2 (jap. 幸運な我ら・２) - 396. Kūfuku 2 (jap. 空腹・2) - 397. ▷ Tsudzuki kara hajimeru (jap. ▷つづきからはじめる) - 398. Tōki ni iku wa kanarazu chikaki yori su (jap. 遠きに行くは必ず邇きよりす) - 399. Keshin (jap. 化身) - 400. Yōkai dai-sensō 2 (jap. 妖怪大戦争・２) - 401. Yakusoku (jap. 約束) - 402. Chōsensha-tachi (jap. 挑戦者たち) | Lista rozdziałów - 394. Kōun'na warera (jap. 幸運な我ら) - 395. Kōun'na warera 2 (jap. 幸運な我ら・２) - 396. Kūfuku 2 (jap. 空腹・2) - 397. ▷ Tsudzuki kara hajimeru (jap. ▷つづきからはじめる) - 398. Tōki ni iku wa kanarazu chikaki yori su (jap. 遠きに行くは必ず邇きよりす) - 399. Keshin (jap. 化身) - 400. Yōkai dai-sensō 2 (jap. 妖怪大戦争・２) - 401. Yakusoku (jap. 約束) - 402. Chōsensha-tachi (jap. 挑戦者たち) | Lista rozdziałów - 394. Kōun'na warera (jap. 幸運な我ら) - 395. Kōun'na warera 2 (jap. 幸運な我ら・２) - 396. Kūfuku 2 (jap. 空腹・2) - 397. ▷ Tsudzuki kara hajimeru (jap. ▷つづきからはじめる) - 398. Tōki ni iku wa kanarazu chikaki yori su (jap. 遠きに行くは必ず邇きよりす) - 399. Keshin (jap. 化身) - 400. Yōkai dai-sensō 2 (jap. 妖怪大戦争・２) - 401. Yakusoku (jap. 約束) - 402. Chōsensha-tachi (jap. 挑戦者たち) | TytułChōsensha-tachi (jap. 挑戦者たち) Postacie z okładki - Shōyō Hinata - Tobio Kageyama                                                                                                 | TytułChōsensha-tachi (jap. 挑戦者たち) Postacie z okładki - Shōyō Hinata - Tobio Kageyama                                                                                                 | TytułChōsensha-tachi (jap. 挑戦者たち) Postacie z okładki - Shōyō Hinata - Tobio Kageyama                                                                                                 |

## Haikyū!! Shōsetsu-ban!!
| 1 | 4 czerwca 2013 | ISBN 978-4-08-703291-8 |
| Lista rozdziałów - 001. Prologue (jap. プロローグ Purorōgu) - 002. Gasshuku no asa (jap. 合宿の朝) - 003. Hinata o sagase! (jap. 日向をさがせ！) - 004. Sugawara no ketsudan (jap. 菅原の決断) - 005. Otsukai no ōsama (jap. おつかいの王様) - 006. Moshi Karasuno Kōkō haikyū-bu joshi Manager ga (jap. もし烏野高校排球部女子マネージャーが Moshi Karasuno Kōkō haikyū-bu joshi manējā ga) - 007. Epilogue (jap. エピローグ Epirōgu)               | Lista rozdziałów - 001. Prologue (jap. プロローグ Purorōgu) - 002. Gasshuku no asa (jap. 合宿の朝) - 003. Hinata o sagase! (jap. 日向をさがせ！) - 004. Sugawara no ketsudan (jap. 菅原の決断) - 005. Otsukai no ōsama (jap. おつかいの王様) - 006. Moshi Karasuno Kōkō haikyū-bu joshi Manager ga (jap. もし烏野高校排球部女子マネージャーが Moshi Karasuno Kōkō haikyū-bu joshi manējā ga) - 007. Epilogue (jap. エピローグ Epirōgu)               | TytułKarasuno kyōka gasshuku (jap. 烏野強化合宿) Postacie z okładki - Shōyō Hinata - Tobio Kageyama                                                        |
| 2 | 28 grudnia 2013 | ISBN 978-4-08-703301-4 |
| Lista rozdziałów - 008. 3-toshio no yūutsu (jap. 3年生の憂鬱) - 009. Saihanagerareta (jap. 賽は投げられた) - 010. Shiranu ga hotoke (jap. 知らぬが仏) - 011. Owari yokereba subete yoshi (jap. 終わりよければ全て良し) - 012. Oban Douse Miyagi in "Seijō" (jap. おばんドゥースみやぎin"青城" Obandūsu Miyagi in "Seijō") - 013. Teppeki no "Ketsui" (jap. 鉄壁の"決意") - 014. "Neko" Shūrai (jap. "ネコ"襲来) - S01. Final Haikyu Quest            | Lista rozdziałów - 008. 3-toshio no yūutsu (jap. 3年生の憂鬱) - 009. Saihanagerareta (jap. 賽は投げられた) - 010. Shiranu ga hotoke (jap. 知らぬが仏) - 011. Owari yokereba subete yoshi (jap. 終わりよければ全て良し) - 012. Oban Douse Miyagi in "Seijō" (jap. おばんドゥースみやぎin"青城" Obandūsu Miyagi in "Seijō") - 013. Teppeki no "Ketsui" (jap. 鉄壁の"決意") - 014. "Neko" Shūrai (jap. "ネコ"襲来) - S01. Final Haikyu Quest            | TytułIH mae “Sōkō-shiki“ (jap. IH前“壮行式”) Postacie z okładki - Daichi Sawamura - Kōshi Sugawara - Asahi Azumane                                         |
| 3 | 4 czerwca 2014 | ISBN 978-4-08-703316-8 |
| Lista rozdziałów - 015. Let's Go Tōkyō!! Urakaidō!! (jap. レッツゴートーキョー!! 裏街道!! Rettsu Gō Tōkyō!! Urakaidō!!) - 016. "Hetakuso" to "Shoshinsha" (jap. "へたくそ" と "初心者") - 017. Osananajimi no kimochi (jap. 幼なじみの気持ち) - 018. Kyaputen mītingu (jap. 主将会議) - 019. Tiger & Dragon (jap. タイガー & ドラゴン Taigā & Doragon) - 020. Izakaya Mongol (jap. 居酒屋モンゴル Izakaya mongoru) - S02. Haikyu Fighter             | Lista rozdziałów - 015. Let's Go Tōkyō!! Urakaidō!! (jap. レッツゴートーキョー!! 裏街道!! Rettsu Gō Tōkyō!! Urakaidō!!) - 016. "Hetakuso" to "Shoshinsha" (jap. "へたくそ" と "初心者") - 017. Osananajimi no kimochi (jap. 幼なじみの気持ち) - 018. Kyaputen mītingu (jap. 主将会議) - 019. Tiger & Dragon (jap. タイガー & ドラゴン Taigā & Doragon) - 020. Izakaya Mongol (jap. 居酒屋モンゴル Izakaya mongoru) - S02. Haikyu Fighter             | TytułTōkyō ensei!! (jap. トーキョー遠征!!) Postacie z okładki - Tetsurō Kuroo - Kōtarō Bokuto - Daichi Sawamura                                            |
| 4 | 3 października 2014 | ISBN 978-4-08-703332-8 |
| Lista rozdziałów - 021. Yacchan no otsukai (jap. 谷っちゃんのおつかい) - 022. Sanri yoreba monju no chie (jap. 三人よれば文殊の知恵) - 023. Gamecenter Kenma (jap. ゲームセンター研磨 Gēmusentā Kenma) - 024. "Raibaru" no natsu (jap. "強豪たち"の夏) - 025. Saigo no natsuyasumi (jap. 最後の夏休み) - 026. Natsu-chan no bōken (jap. 夏ちゃんの冒険) - S03. Karasu no ie (jap. 烏の家)                                                            | Lista rozdziałów - 021. Yacchan no otsukai (jap. 谷っちゃんのおつかい) - 022. Sanri yoreba monju no chie (jap. 三人よれば文殊の知恵) - 023. Gamecenter Kenma (jap. ゲームセンター研磨 Gēmusentā Kenma) - 024. "Raibaru" no natsu (jap. "強豪たち"の夏) - 025. Saigo no natsuyasumi (jap. 最後の夏休み) - 026. Natsu-chan no bōken (jap. 夏ちゃんの冒険) - S03. Karasu no ie (jap. 烏の家)                                                            | TytułSorezore no natsuyasumi (jap. それぞれの夏休み) Postacie z okładki - Shōyō Hinata - Tobio Kageyama - Kei Tsukishima - Tadashi Yamaguchi               |
| 5 | 1 maja 2015 | ISBN 978-4-08-703361-8 |
| Lista rozdziałów - 027. Natural no mukōgawa (jap. ナチュラルの向こう側 Nachuraru no mukōgawa) - 028. Saikyō no "Sentaku tōban" (jap. 最強の"洗濯当番") - 029. Honō no tōkyū kōkōsei dojji Kōtarō (jap. 炎の闘球高校生 ドッジ光太郎) - 030. Onna mane no omoi (jap. 女マネの想い) - 031. Brother (jap. 兄弟) - 032. Izakaya osuwari (jap. 居酒屋おすわり) - 033. Daihyō ketteisen (jap. 代表決定戦) - S04. Crow’s Angels                              | Lista rozdziałów - 027. Natural no mukōgawa (jap. ナチュラルの向こう側 Nachuraru no mukōgawa) - 028. Saikyō no "Sentaku tōban" (jap. 最強の"洗濯当番") - 029. Honō no tōkyū kōkōsei dojji Kōtarō (jap. 炎の闘球高校生 ドッジ光太郎) - 030. Onna mane no omoi (jap. 女マネの想い) - 031. Brother (jap. 兄弟) - 032. Izakaya osuwari (jap. 居酒屋おすわり) - 033. Daihyō ketteisen (jap. 代表決定戦) - S04. Crow’s Angels                              | TytułOretachi no daihyō kettei senzen (jap. 俺たちの代表決定戦前) Postacie z okładki - Tetsurō Kuroo - Kenma Kozume - Keiji Akaashi - Kōtarō Bokuto        |
| 6 | 4 grudnia 2015 | ISBN 978-4-08-703385-4 |
| Lista rozdziałów - 034. Tanomoshiki "Rūkīzu" (jap. 頼もしき "新戦力") - 035. "Teppeki" no shin shireitō (jap. "鉄壁"の新司令塔) - 036. Asobiba no shinmai mane (jap. アソビバ の新米マネ) - 037. "Kyōken" to "Koinu" (jap. "狂犬"と"子犬") - 038. "Ōja" no jiki Ace minarai (jap. "王者"の次期エース見習い "Ōja" no jiki ēsu minarai) - 039. Mirai no "Neko"-tachi (jap. 未来の"猫"たち) - S05. Shimmer Tsukky                                       | Lista rozdziałów - 034. Tanomoshiki "Rūkīzu" (jap. 頼もしき "新戦力") - 035. "Teppeki" no shin shireitō (jap. "鉄壁"の新司令塔) - 036. Asobiba no shinmai mane (jap. アソビバ の新米マネ) - 037. "Kyōken" to "Koinu" (jap. "狂犬"と"子犬") - 038. "Ōja" no jiki Ace minarai (jap. "王者"の次期エース見習い "Ōja" no jiki ēsu minarai) - 039. Mirai no "Neko"-tachi (jap. 未来の"猫"たち) - S05. Shimmer Tsukky                                       | TytułHayare! Rookie! (jap. 疾れ！ ルーキーズ!! Hayare! Rūkīzu!) Postacie z okładki - Yoshiaki Nurukawa - Lev Haiba - Shōyō Hinata - Tsutomu Goshiki        |
| 7 | 4 października 2016 | ISBN 978-4-08-703407-3 |
| Lista rozdziałów - 040. Uwasa no kyōgō kengaku (jap. 噂の強豪見学) - 041. Aki no shinro sōdan (jap. 秋の進路相談) - 042. Karasu no seisō shūkan (jap. 烏の清掃週間) - 043. Iwaikuchi no rakuen (jap. 祝口の楽園) - 044. Kōyō no dai ōsama (jap. 紅葉の大王様) - 045. Minori no shōten machi (jap. 実りの商店街) - S06. That’s Absurd! -Golden Volleyball-                                                                                            | Lista rozdziałów - 040. Uwasa no kyōgō kengaku (jap. 噂の強豪見学) - 041. Aki no shinro sōdan (jap. 秋の進路相談) - 042. Karasu no seisō shūkan (jap. 烏の清掃週間) - 043. Iwaikuchi no rakuen (jap. 祝口の楽園) - 044. Kōyō no dai ōsama (jap. 紅葉の大王様) - 045. Minori no shōten machi (jap. 実りの商店街) - S06. That’s Absurd! -Golden Volleyball-                                                                                            | TytułKessen no aki (jap. 決戦の秋) Postacie z okładki - Tōru Oikawa - Hajime Iwaziumi                                                                      |
| 8 | 2 maja 2017 | ISBN 978-4-08-703418-9 |
| Lista rozdziałów - 046. Gantan no ōsama (jap. 元旦の王様) - 047. Ōmisoka in Tanaka ke (jap. 大晦日 in 田中家) - 048. Nenmatsu Dream fukurō (jap. 年末ドリームフクロウ Nenmatsu dorīmu fukurō) - 049. Seiya no "Teppeki" (jap. 聖夜の"鉄壁") - 050. Hebi with neko no hatsumōde (jap. ヘビ with ネコの初詣) - 051. Osuwari no shiwasu eigyō (jap. おすわりの師走営業) - S07. Chinmoku no kōto (jap. 沈黙のコート)                                     | Lista rozdziałów - 046. Gantan no ōsama (jap. 元旦の王様) - 047. Ōmisoka in Tanaka ke (jap. 大晦日 in 田中家) - 048. Nenmatsu Dream fukurō (jap. 年末ドリームフクロウ Nenmatsu dorīmu fukurō) - 049. Seiya no "Teppeki" (jap. 聖夜の"鉄壁") - 050. Hebi with neko no hatsumōde (jap. ヘビ with ネコの初詣) - 051. Osuwari no shiwasu eigyō (jap. おすわりの師走営業) - S07. Chinmoku no kōto (jap. 沈黙のコート)                                     | TytułYukutoshi kurutoshi (jap. ゆく年くる年) Postacie z okładki - Tetsurō Kuroo - Kenma Kozume - Shōhei Fukunaga                                           |
| 9 | 4 grudnia 2017 | ISBN 978-4-08-703438-7 |
| Lista rozdziałów - 052. Karasuno taiko, miyakoe (jap. 烏野太鼓, 都へ) - 053. Kōsoku no shasō kara (jap. 高速の車窓から) - 054. Tōkyō danjon kōryakusen (jap. 東京迷路攻略戦) - 055. Warito sawagashī kōkyo ran (jap. わりと騒がしい皇居ラン) - 056. Ni-nichime no kakesusō (jap. ニ日目の「かけす荘」) - 057. "Neko" to "Fukurō" no zenjitsu (jap. 「ネコ」と「フクロウ」の前日) - S08. Chikyū ga arumagedon suru hi (jap. 地球がアルマゲドンする日) | Lista rozdziałów - 052. Karasuno taiko, miyakoe (jap. 烏野太鼓, 都へ) - 053. Kōsoku no shasō kara (jap. 高速の車窓から) - 054. Tōkyō danjon kōryakusen (jap. 東京迷路攻略戦) - 055. Warito sawagashī kōkyo ran (jap. わりと騒がしい皇居ラン) - 056. Ni-nichime no kakesusō (jap. ニ日目の「かけす荘」) - 057. "Neko" to "Fukurō" no zenjitsu (jap. 「ネコ」と「フクロウ」の前日) - S08. Chikyū ga arumagedon suru hi (jap. 地球がアルマゲドンする日) | TytułHarukō dōchūki (jap. 春高道中記) Postacie z okładki - Shōyō Hinata - Tobio Kageyama - Kei Tsukishima                                                  |
| 10 | 4 grudnia 2018 | ISBN 978-4-08-703461-5 |
| Lista rozdziałów - 058. Jo mane-tachi no saizensen (jap. 女マネたちの最前線) - 059. Neko to fukurō no okaimono (jap. ネコとフクロウのお買い物) - 060. "Kitsune" no oshōgatsu (jap. "キツネ"のお正月) - 061. Futatsume no sentōfuku (jap. 二つ目の戦闘服) - 062. Mori no miyako kara miru harukō konsen (jap. 杜の都から見る春高本戦) - 063. Chantoyannen (jap. ちゃんとやんねん) - S09. Ōendan no keshiki (jap. 応援団の景色)                        | Lista rozdziałów - 058. Jo mane-tachi no saizensen (jap. 女マネたちの最前線) - 059. Neko to fukurō no okaimono (jap. ネコとフクロウのお買い物) - 060. "Kitsune" no oshōgatsu (jap. "キツネ"のお正月) - 061. Futatsume no sentōfuku (jap. 二つ目の戦闘服) - 062. Mori no miyako kara miru harukō konsen (jap. 杜の都から見る春高本戦) - 063. Chantoyannen (jap. ちゃんとやんねん) - S09. Ōendan no keshiki (jap. 応援団の景色)                        | TytułButaiura no keshiki (jap. 舞台裏の景色) Postacie z okładki - Tōru Oikawa - bd.                                                                        |
| 11 | 4 września 2019 | ISBN 978-4-08-703483-7 |
| Lista rozdziałów - 064. Michimiya no uso (jap. 道宮の嘘) - 065. Kashiramoji D (Datekō) (jap. 頭文字D (伊達工)) - 066. Ushiwaka urimasu (jap. ウシワカ売リます) - 067. "Kitsune" no yūran (jap. "キツネ"の遊覧) - 068. Seijō sotsugyōshiki keikaku (jap. 青城卒業行計画) - 069. Ōensuru mono-tachi (jap. 応援する者たち) - S10. Karasu no benkyō (jap. カラスの勉強)                                                                                  | Lista rozdziałów - 064. Michimiya no uso (jap. 道宮の嘘) - 065. Kashiramoji D (Datekō) (jap. 頭文字D (伊達工)) - 066. Ushiwaka urimasu (jap. ウシワカ売リます) - 067. "Kitsune" no yūran (jap. "キツネ"の遊覧) - 068. Seijō sotsugyōshiki keikaku (jap. 青城卒業行計画) - 069. Ōensuru mono-tachi (jap. 応援する者たち) - S10. Karasu no benkyō (jap. カラスの勉強)                                                                                  | TytułSotsugyō suru mono tachi (jap. 卒業する者たち) Postacie z okładki - Daichi Sawamura - Kōshi Sugawara - Asahi Azumane - Kiyoko Shimizu - Yui Michimiya |
| 12 | 4 sierpnia 2020 | ISBN 978-4-08-703499-8 |
| TytułSotsugyō-go no keshiki (jap. 卒業後の景色) Postacie z okładki - Shōyō Hinata - Tōru Oikawa | | |
| 13 | 4 listopada 2020 | ISBN 978-4-08-703504-9 |
| TytułYōkai sedai o oe! (jap. 妖怪世代を追え！) Postacie z okładki - Shōyō Hinata - Tobio Kageyama - Kōrai Hoshiumi - Atsumu Miya - Kiyoomi Sakusa - Tōru Oikawa - Kōtarō Bokuto - Wakatoshi Ushijima | | |

## Let's! Haikyū!?
| 1                                                                       | 4 marca 2015        | ISBN 978-4-08-880324-1 |
| Postacie z okładki - Shōyō Hinata - Tobio Kageyama                      |                     |                        |
| 2                                                                       | 3 października 2015 | ISBN 978-4-08-880494-1 |
| Postacie z okładki - Tōru Oikawa - Hajime Iwaziumi                      |                     |                        |
| 3                                                                       | 2 maja 2016         | ISBN 978-4-08-880714-0 |
| Postacie z okładki - Tetsurō Kuroo - Kenma Kozume - Lev Haiba           |                     |                        |
| 4                                                                       | 3 marca 2017        | ISBN 978-4-08-881095-9 |
| Postacie z okładki - Takanobu Aone - Kanji Koganegawa - Kenji Futakuchi |                     |                        |
| 5                                                                       | 2 lutego 2018       | ISBN 978-4-08-881440-7 |
| Postacie z okładki - Wakatoshi Ushijima - Satori Tendō                  |                     |                        |
| 6                                                                       | 4 kwietnia 2018     | ISBN 978-4-08-881469-8 |
| Postacie z okładki - Keiji Akaashi - Kōtarō Bokuto                      |                     |                        |
| 7                                                                       | 4 października 2018 | ISBN 978-4-08-881609-8 |
| Postacie z okładki - Daichi Sawamura - Kōshi Sugawara - Asahi Azumane   |                     |                        |
| 8                                                                       | 2 lipca 2021        | ISBN 978-4-08-882716-2 |
| Postacie z okładki - Atsumu Miya - Osamu Miya                           |                     |                        |
| 9                                                                       | 3 grudnia 2021      | ISBN 978-4-08-882864-0 |
| Postacie z okładki - Sachirō Hirugami - Kōrai Hoshiumi                  |                     |                        |

## Haikyū-bu!!
| 1 | 1 listopada 2019 | ISBN 978-4-08-880324-1                                                                                            |
| Lista rozdziałów - 001. Bokuto Akaashi no kenjagaku (jap. 木兎赤葦の賢者学) - 002. Godfinger Kenma (jap. ゴッドフィンガー研磨 Goddofingā Kenma) - 003. Ushijima VS Shinrei genshō (jap. 牛島VS心霊現象) - 004. Miya kyōdai owarai Battle (jap. 宮兄弟お笑いバトル Miya kyōdai owarai batoru) - 005. Ōen-dan, yoru no kaigō (jap. 応援団, 夜の会合) - 006. Volley to watashi (jap. バレーと私 Barē to watashi) - 007. Hissatsu waza (jap. 必殺技) - 008. Kurō no jinan (jap. 苦労の次男) - 009. Teppeki tantei (jap. 鉄璧探偵) - 010. Oikawa-san to shaberou (jap. 及川さんとしゃべろう) - 011. Nekoma Memorial (jap. ネコマメモリアル Nekoma memoriaru) - 012. Tendō no hetappi manga michi (jap. 天童のヘタッピ漫画道) - S01. ? | Lista rozdziałów - 001. Bokuto Akaashi no kenjagaku (jap. 木兎赤葦の賢者学) - 002. Godfinger Kenma (jap. ゴッドフィンガー研磨 Goddofingā Kenma) - 003. Ushijima VS Shinrei genshō (jap. 牛島VS心霊現象) - 004. Miya kyōdai owarai Battle (jap. 宮兄弟お笑いバトル Miya kyōdai owarai batoru) - 005. Ōen-dan, yoru no kaigō (jap. 応援団, 夜の会合) - 006. Volley to watashi (jap. バレーと私 Barē to watashi) - 007. Hissatsu waza (jap. 必殺技) - 008. Kurō no jinan (jap. 苦労の次男) - 009. Teppeki tantei (jap. 鉄璧探偵) - 010. Oikawa-san to shaberou (jap. 及川さんとしゃべろう) - 011. Nekoma Memorial (jap. ネコマメモリアル Nekoma memoriaru) - 012. Tendō no hetappi manga michi (jap. 天童のヘタッピ漫画道) - S01. ? | Postacie z okładki - Oikawa Tōru - Hajime Iwaizumi - Kōtarō Bokuto - Keiji Akaashi - Tetsurō Kuroo - Kenma Kozume |
| 2 | 13 maja 2020 | ISBN 978-4-08-882315-7                                                                                            |
| Postacie z okładki ? | | |
| 3 | 13 maja 2020 | ISBN 978-4-08-882316-4                                                                                            |
| Postacie z okładki ? | | |
| 4 | 3 grudnia 2021 | ISBN 978-4-08-882865-7                                                                                            |
| Postacie z okładki ? | | |
| 5 | 3 grudnia 2021 | ISBN 978-4-08-882866-4                                                                                            |
| Postacie z okładki ? | | |
| 6 | 2 maja 2022 | ISBN 978-4-08-883140-4                                                                                            |
| Postacie z okładki ? | | |
| 7 | 4 lipca 2022 | ISBN 978-4-08-883182-4                                                                                            |
| Postacie z okładki ? | | |